# Relations entre l'Allemagne et la France
 (décembre 2022).
L'article des relations franco-allemandes concerne l'ensemble des relations bilatérales entre la France et l'Allemagne, membres de l'Union européenne. 
La France et l'Allemagne sont issues d'un même État, l'Empire carolingien. L'empire de Charlemagne a été divisé entre ses trois petits-fils par le traité de Verdun en 843 : Francie occidentale, Francie orientale et Lotharingie (royaume médian auquel échoit la dignité impériale). Alors que la Lotharingie, devenue très tôt un enjeu entre les deux autres royaumes, est rayée de la carte dès 855, la Francie orientale devient l’Allemagne et la Francie occidentale devient la France. La frontière entre les deux puissances est matérialisée par la Meuse et le Rhône.
Le pouvoir central décline dans les deux royaumes et un nouveau système social se développe : la féodalité où le pouvoir souverain est exercé localement par les seigneurs. Cependant, les deux États évoluent ensuite différemment : en France, le pouvoir central parvient à reprendre de l'importance et la monarchie française, qui devient absolue au XVIIe siècle, s'attache à rassembler les provinces « françaises ». À l'inverse, en Allemagne, le pouvoir central continue de s'affaisser, la monarchie devient élective et les micro-principautés se multiplient. À la veille de la Révolution française, la France est un pays puissant, peuplé et moderne mais le pouvoir de la monarchie absolue de droit divin y est contesté ; l'Allemagne, quant à elle, est composée de 439 petits États (monarchies, villes-libres, principautés épiscopales) vaguement rassemblées au sein d'une institution féodale, le Saint-Empire romain germanique, largement dominée par l'ensemble Austro-Bohême sur lequel règne la maison de Habsbourg-Lorraine qui détient le titre impérial malgré la rivalité de plus en plus affichée de la branche protestante de la maison de Hohenzollern qui règne sur l'électorat de Brandebourg mais aussi sur la Prusse qui, enclavée dans le royaume de Pologne et ne faisant pas partie du Saint-Empire, est devenue un royaume en 1701.
Avec la Révolution française, la confrontation des nationalismes provoque un long conflit franco-allemand. L'élan révolutionnaire amène la France à revendiquer des « frontières naturelles » jusqu'au Rhin. En réaction, le nationalisme allemand naissant cherche l'unification politique des différents États du Saint Empire et revendique les territoires supposés allemands, y compris l'Alsace et la Moselle. Ce conflit culturel et géopolitique autour du Rhin est, en partie, à l'origine des guerres franco-allemandes des XIXe et XXe siècles.
Les désastres engendrés par ce long conflit provoquent après la Seconde Guerre mondiale une volonté bilatérale de mettre en place une amitié franco-allemande dans le cadre de l'intégration européenne.

## Antécédents

### Une origine commune: l'empire carolingien

Expansion de l'Empire franc de 481 à 814.

Les territoires qui forment aujourd’hui la France et l'Allemagne sont progressivement réunis par les Francs. Ce vaste empire atteint son apogée sous Charlemagne. À la mort de son héritier, Louis le Pieux en 840, le fils aîné de ce dernier Lothaire s'arroge sa succession. Ses deux cadets, Louis le Germanique et Charles le Chauve, s'allient et battent leur frère aîné à la bataille de Fontenoy-en-Puisaye en 841. En 842, ils renforcent leur alliance par le Serment de Strasbourg. Lothaire finit par céder et signe avec ses frères le Traité de Verdun.
En août 843, par le traité dit de Verdun, les trois petits-fils de Charlemagne se partagent les territoires de l'empire que ce dernier avait fondé :
- Charles le Chauve reçoit la Francie occidentale, appelée France vers 1200 ;
- Lothaire Ier, à qui échoit le titre impérial, reçoit la Francie médiane (ou Lotharingie), du centre de l'Italie à la Frise ;
- Louis le Germanique reçoit la Francie orientale (communément nommée Germanie, noyau du futur Saint-Empire romain germanique).

Le partage de Verdun en 843.

Ce partage « des quatre fleuves » (Meuse, Escaut, Rhône et Rhin), ne suit pas les frontières linguistiques : des populations de langue romane (Wallons) se retrouvent en Lotharingie germanique, et inversement la Flandre, de langue germanique, se trouve rattachée à la future France.
De même l'extension des trois États dans le sens de la longitude ne facilite pas leur cohésion : il faut par exemple près de trois semaines pour rallier Rome à Aix-la-Chapelle.

« Ce traité de hasard a déterminé tout le destin de l'Europe. En effet, par suite de la faiblesse de nos derniers Carolingiens puis de nos premiers Capétiens, les rois de Germanie purent annexer sans grande difficulté toute la fameuse zone médiane, à savoir en 880, la Lotharingie, puis en 1034, le royaume d'Arles, sans parler de l'Italie que leur livrait juridiquement leur accession au trône impérial »

— René Grousset
La Francie médiane disparaît rapidement :
- Dès 855, par le traité de Prüm, elle est partagée entre les trois fils de l'empereur : Louis II a la partie sud, le royaume d'Italie, Lothaire II a la Lotharingie partie nord et Charles le centre, le royaume de Provence :
  - À la mort de Charles de Provence en 863, ses possessions sont partagées entre ses deux frères ;
  - Après la mort de Lothaire II (869), la Lotharingie est divisées entre ses oncles Louis le Germanique et Charles le Chauve (traité de Meerssen, 870) ;
  - À la suite de la mort de Louis II en 875, Charles le Chauve, roi de Francie occidentale puis en 879 Charles le Gros, roi de Francie orientale, s'emparent de l'Italie.

En 880, par le traité de Ribemont, Louis III et Carloman II, petits-fils de Charles le Chauve, abandonnent la Lotharingie au roi de Germanie Louis III le Jeune. Par ce traité, la Francie occidentale retrouve approximativement les frontières qui avaient été fixées au traité de Verdun.

### Rivalité de deux dynasties: Bourbon de France contre Habsbourg d'Autriche (1477-1748)

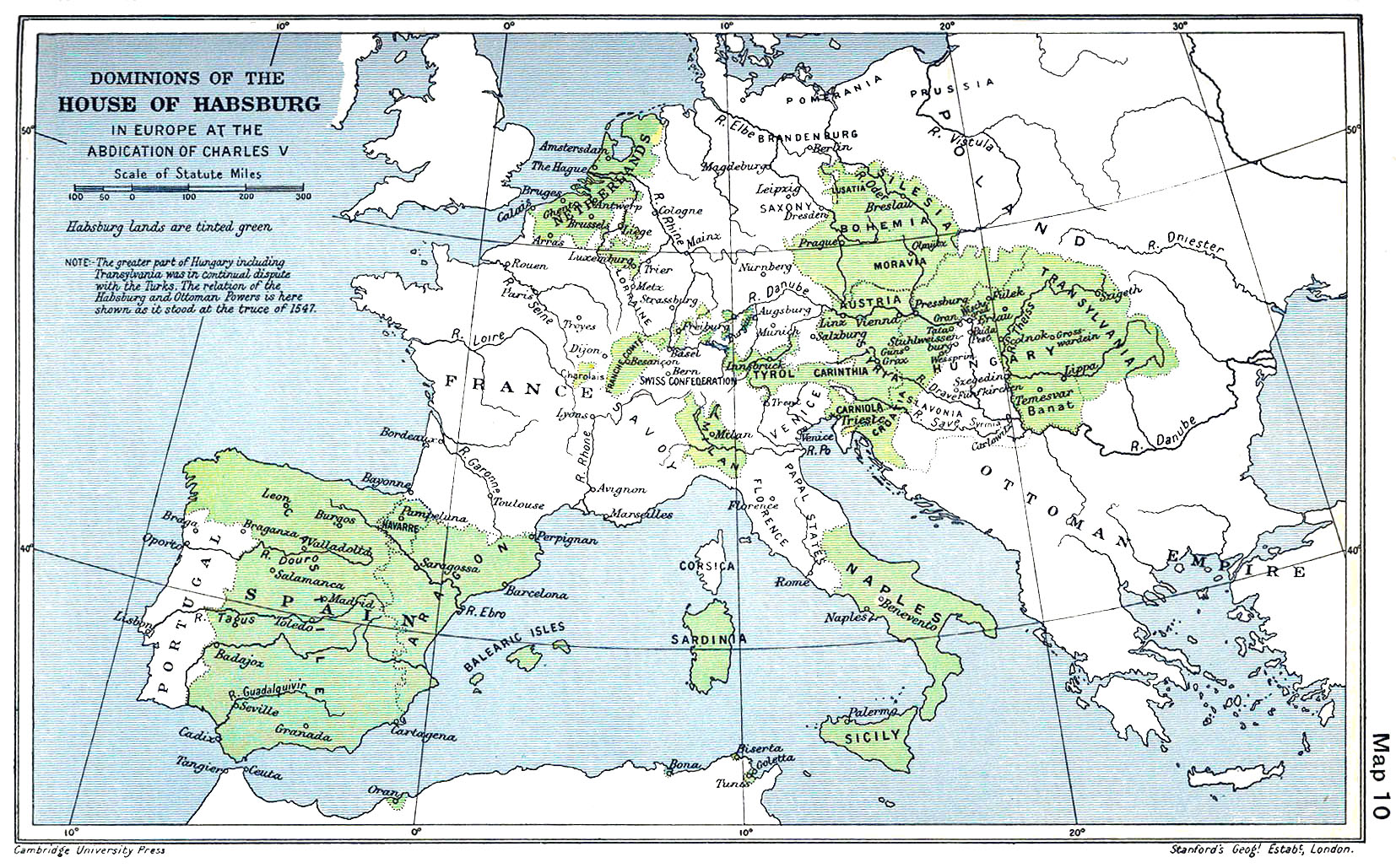
L'empire européen de Charles Quint (Castille, Aragon, la Bourgogne et l'Autriche) encerclant le royaume de France.

Depuis la fin du Moyen Âge, la maison de Habsbourg, suivant la devise de son pays, l'Autriche, Bella gerant alii, tu felix Austria, nube! (« Les autres font la guerre, toi, heureuse Autriche, tu te maries ») s'est constitué un vaste territoire par une politique de mariage ambitieuse. C'est d'ailleurs à l'occasion de la succession du duc de Bourgogne Charles le Téméraire dont la fille a épousé Maximilien Ier que débute la rivalité entre les maisons de France et d'Autriche.
Sous Charles Quint, les possessions des Habsbourg forment un Empire regroupant pour l'essentiel l'Autriche, les Pays-Bas méridionaux, l'Espagne et son empire colonial, le sud de l'Italie, la Sicile et la Lombardie. Par ailleurs, si, avant sa mort l'empereur et roi Charles Quint partage ses possessions entre son fils qui reçoit les territoires espagnols, italiens et bourguignons et son frère qui reçoit les possessions Allemandes et le titre impérial, la couronne du Saint-Empire, théoriquement élective, se transmet en réalité au sein de la branche autrichienne des Habsbourg et devient de facto quasi-héréditaire. Ainsi tous les empereurs germaniques de 1452 à 1804 ont été des Habsbourg, puis Habsbourg-Lorraine (si l'on omet la très courte période bavaroise soutenue par la France de 1742 à 1745 pendant la Guerre de Succession d'Autriche).
Cet empire, sur lequel le soleil « ne se couchait jamais », encercle la France au sud (Espagne), au nord (Pays-Bas) et à l'est (Franche-Comté). Malgré les alliances matrimoniales qui lient les deux maisons, la France considère cet encerclement comme une menace permanente et conduit plusieurs guerres au cours des siècles suivants pour renforcer la sûreté de son Pré carré. Elle n'hésite pas pour cela à exploiter la division des princes allemands, soutenant d'abord les protestants contre la volonté des Habsbourg de rétablir le catholicisme, mais aussi plus tard la maison de Wittelsbach - qui règne sur la Bavière mais donne aussi des princes électeurs à l'archevêché de Cologne, une Dauphine à la France et même un empereur au règne très bref au Saint-Empire. La maison de Hohenzollern, princes protestants qui règnent sur l'Électorat de Brandebourg et la Prusse, sait profiter de l'affaiblissement du pouvoir impérial et de la politique anti-protestante de la France pour s'ériger en défenseur des "Libertés germaniques" sans apparaître, dans l'immediat, comme une rivale de l'une ou de l'autre. Cette stratégie politique, diplomatique et guerrière permet à la France d'annexer de fait trois principautés épiscopales de l'empire (Toul, Metz, Verdun) et d'occuper à plusieurs reprises le duché de Lorraine. L'empereur, absorbé dans la longue série des guerres austro-turques, ne peut s'opposer aux empiètements français sur les marches occidentales de l'Empire.  
Entretemps, la guerre de Trente Ans (1618-1648) façonne une nouvelle carte politique de l'Europe plus favorable à la France : cette dernière prend position en Alsace et sur le Rhin alors que la division politique de l'Allemagne est consacrée. À partir du traité de Münster qui scelle la fin de cette guerre en 1648 et, plus encore, du traité des Pyrénées en 1659, la puissance de l'Espagne habsbourgeoise - alliée de l'Autriche - commence à décliner. La France devient la puissance prédominante en Europe.
Le dernier Habsbourg espagnol, Charles II, en 1700, désigne comme successeur un prince Français , son petit-neveu Philippe, duc d'Anjou, petit-fils de Louis XIV, ce qui entraîne la guerre de Succession d'Espagne avec les Habsbourg d'Autriche et dégénère en conflit européen. Avec le traité d'Utrecht (1713) qui mit fin à la guerre, Louis XIV réussit à installer la dynastie des Bourbons en Espagne, désormais une puissance de second rang. L'Autriche recueille une partie de l'héritage espagnol avec les Pays-Bas du Sud et la Lombardie sans pouvoir recouvrer une place dominante.
La rivalité traditionnelle entre la France et l'Autriche est exploitée par les margraves de Brandebourg - rois de Prusse depuis 1701 - pour développer leurs possessions et leur prestige au sein du Saint-Empire et en Europe. Il faut attendre 1756 et la guerre de Sept Ans pour que France et Autriche s'allient contre la montée en puissance de la Prusse. Mais les victoires de Frédéric II - qui se pose en "défenseur des Libertés germaniques " - consacrent la Prusse comme puissance européenne de premier rang. L'alliance entre la France et l'Autriche est scellée par plusieurs mariages, en particulier celui de Marie-Antoinette d'Autriche avec le dauphin, le futur roi Louis XVI.
Le rayonnement de la culture française en Allemagne est particulièrement significatif au XVIIIe siècle. Les élites cultivées des grandes capitales, Vienne la première, parlent le français. À l'instar du séjour de Voltaire auprès de Frédéric II, cette influence favorise la diffusion de la philosophie des lumières.

## Choc des nationalismes

### Impact de la Révolution française (1789-1848)

#### Invasion française

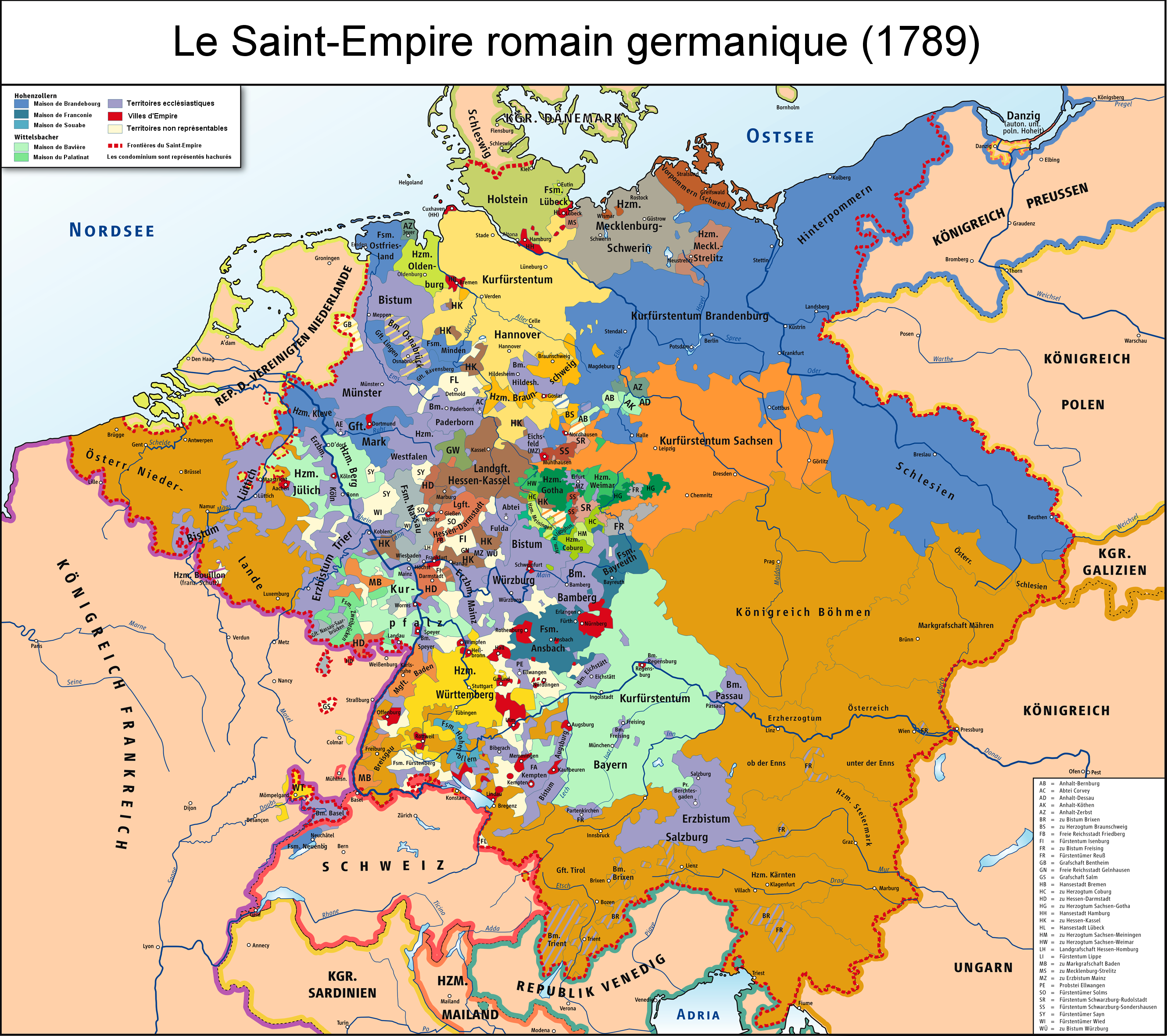
Le Saint-Empire à la veille de la Révolution française.

Au début, la Révolution française est généralement bien accueillie par les intellectuels allemands ; les philosophes s’enthousiasment devant les avancées démocratiques portées par la Révolution. Des clubs se créent à Mayence sur le modèle jacobin, et vont bientôt demander le rattachement de leur ville à la nation française. Toutefois, cette attitude bienveillante change lorsque la France envahit la rive gauche du Rhin en 1794, en accord avec la doctrine des frontières naturelles exprimée par Danton le 13 janvier 1793 à la tribune de la Convention nationale : « Les limites de la France sont marquées par la nature, nous les atteindrons des quatre coins de l’horizon, du côté du Rhin, du côté de l’Océan, du côté des Alpes. Là doivent finir les bornes de notre République. »
En 1803, le premier consul Napoléon Bonaparte impose le recès d'Empire qui réorganise en profondeur le Saint-Empire puis se fait proclamer Empereur des Français. Vaincu sur tous les fronts, l'empereur François II du Saint-Empire doit composer avec un autre empereur en Europe. Prévoyant la suite des évènements, il élève ses possessions autrichiennes au rang d'Empire.
Tandis que l'humiliante défaite d’Iéna en 1806, où l’armée prussienne est écrasée par l’armée française, et l'occupation de Berlin qui en découle provoquent un traumatisme au sein de l’élite prussienne et allemande, le 6 août 1806, l'empereur du Saint-Empire romain germanique, François II se soumet à un ultimatum de Napoléon Ier. Il renonce à la couronne impériale et délie tous les États allemands de leur fidélité.

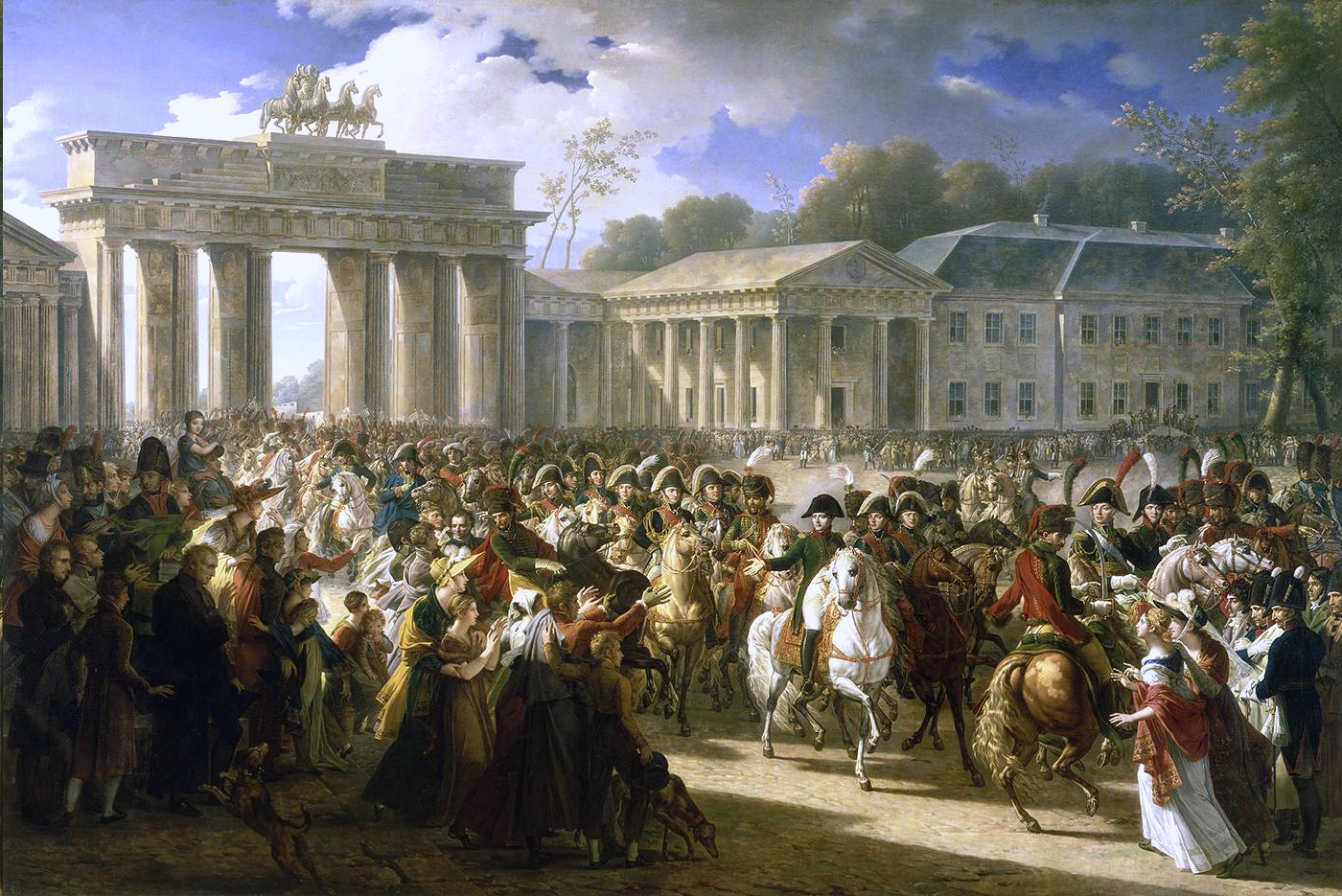
À la suite de sa victoire à la bataille d'Iéna, Napoléon entre à Berlin à la tête de ses troupes. Charles Meynier, 1810.

Napoléon Bonaparte réorganise le Saint-Empire dans le cadre de la nouvelle confédération du Rhin. Il contribue à simplifier la carte politique de l'Allemagne, réduisant le nombre d'États de plus de trois cents à une centaine, notamment à l'occasion de la sécularisation des principautés ecclésiastiques. Il renforce les États moyens contre les grands, royaume de Saxe aux dépens de la Prusse ou royaume de Bavière et de l'Autriche.
Le blocus continental contre le Royaume-Uni pousse Napoléon Ier à annexer une partie de la côte maritime allemande avec les ports de Brême, Hambourg et Lübeck. Le blocus limite les échanges commerciaux même s'il permet le développement de la production de charbon dans la Ruhr en remplacement des importations anglaises. La présence française est source de mécontentement, les armées françaises présentes sur le territoire vivent de réquisitions. Les Allemands sortent humiliés et fascinés par l’occupation française et souhaitent réformer l'Allemagne à l'image de la France. La France servira donc à la fois de modèle et de repoussoir pour l’unité allemande : le nationalisme allemand sera nourri du libéralisme politique issu de la Révolution française tout en étant imprégné de francophobie.

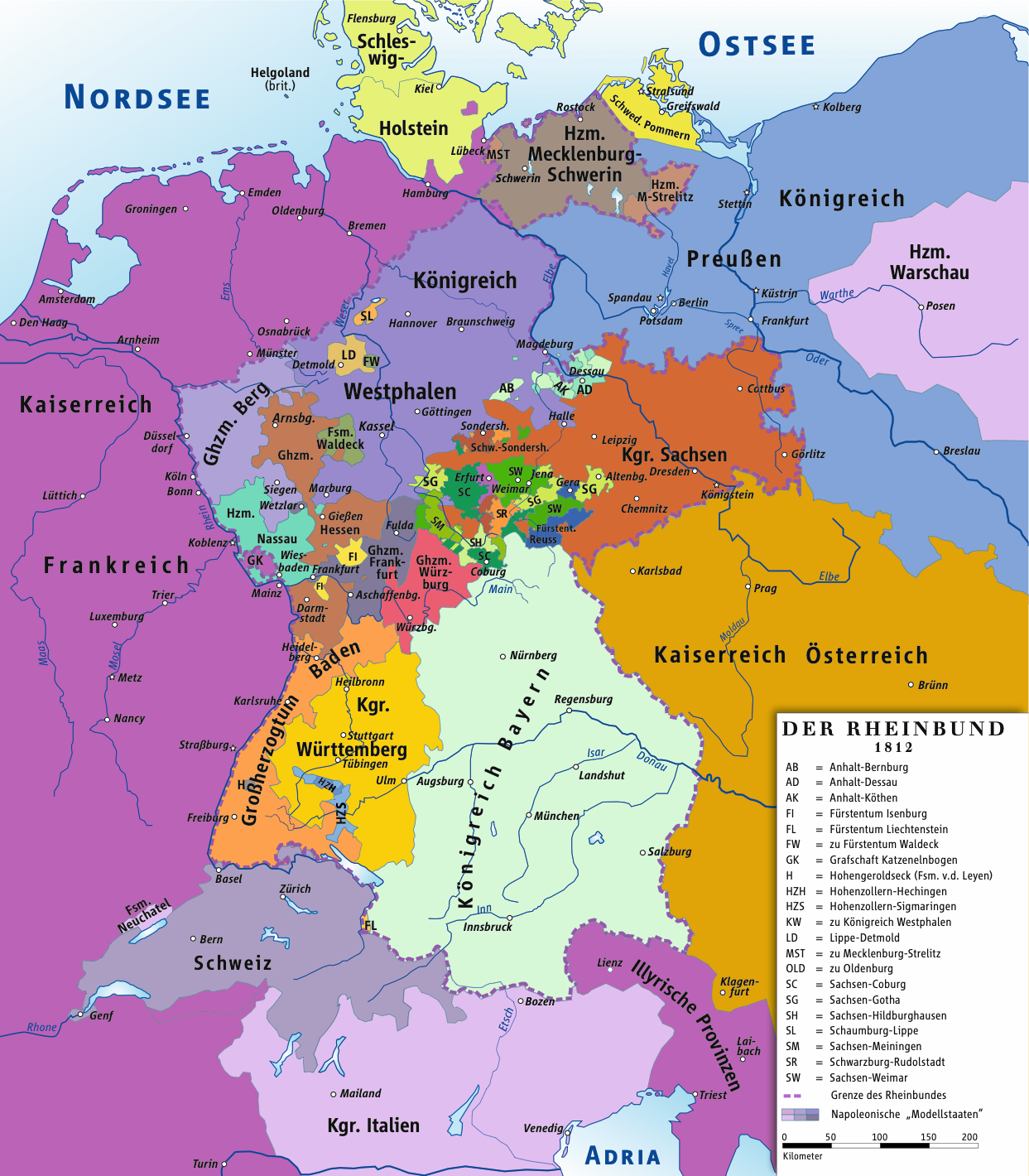
La confédération du Rhin en 1812.

Le sentiment national allemand, à l'origine l'apanage des intellectuels, se popularise avec les annexions de territoires allemands par la France. Des réformateurs, tels que Clausewitz, Fichte ou Arndt vont prendre conscience de la nécessité de transformer la vieille Allemagne en un État moderne et unifié afin de rivaliser avec la France. Reprenant souvent dans les premières années du XIXe siècle les idées de la Révolution française (la nation comme « communauté de citoyens », d'abord fondée sur l'ordre juridique de l'État et l'adhésion à une même Constitution, la Staatsnation), le nationalisme allemand va en diverger rapidement : le patriotisme allemand a pour moteur la résistance à l'emprise française et apparaissent les penseurs qui centrent au contraire leur conception de la Nation, non plus sur un concept purement politique, mais sur la singularité culturelle et historique du peuple allemand, la Volksnation : Joseph Görres ou Johann Gottlieb Fichte se font les premiers chantres de la germanité.
À cette époque va se forger la différence entre les conceptions allemande et française de la Nation. Depuis la Révolution française, la définition française de la Nation, complétée plus tard par Ernest Renan, se veut universelle et insiste sur le contrat social entre les citoyens, la nation étant alors le résultat d'un acte d'autodéfinition rationnel. Les philosophes allemands du mouvement völkisch, quant à eux, vont définir la Nation comme l'ensemble des individus ayant en commun des caractéristiques, supposées objectives et indépendantes de la volonté des individus, telles que la langue, la religion, la culture, l'histoire, voire les origines raciales, tout cela les différenciant des membres des autres nations.

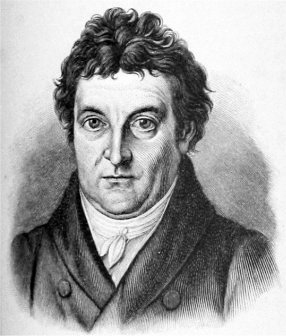
Johann Gottlieb Fichte.

Parmi les premiers théoriciens du nationalisme allemand se trouve Johann Gottlieb Fichte qui considère que l’appartenance à la Nation se détermine objectivement au travers de la culture, de l'histoire et de la langue. Il s'oppose donc au nationalisme étatique et universaliste issu de la Révolution française.

#### Guerres de libération (1812-1815)
Le désastre de la Grande Armée dans la campagne de Russie de 1812 suivi de l'entrée de l'armée russe en Allemagne amènent la Prusse puis les autres États allemands à se désolidariser de l'Empire français et entrer en guerre contre lui dans ce que les Allemands appelleront les « guerres de Libération » (Befreiungskriege) ou « guerres de la liberté » (Freiheitskriege). Celles-ci s'achèvent avec le retrait français d’Allemagne, en novembre 1813, à la suite de la bataille de Leipzig.
Lors de la campagne de France, le Feldmarschall Blücher, le vaincu d'Iéna, lâche la bride de ses soldats qui se distinguent, parmi les troupes alliées, par leur cruauté envers la population civile. Par ailleurs, Blücher veut faire exploser le pont d'Iéna lors de l'occupation de Paris par les troupes alliées en signe d'humiliation, mais Louis XVIII s'y oppose vivement. On débaptisera simplement l'ouvrage qui prendra alors le nom de Pont de l'École militaire et l'on fait disparaître les aigles qui le décorent. Ces représailles font naître en France un profond ressentiment envers la Prusse : Blücher devient un nom couramment donné aux chiens.

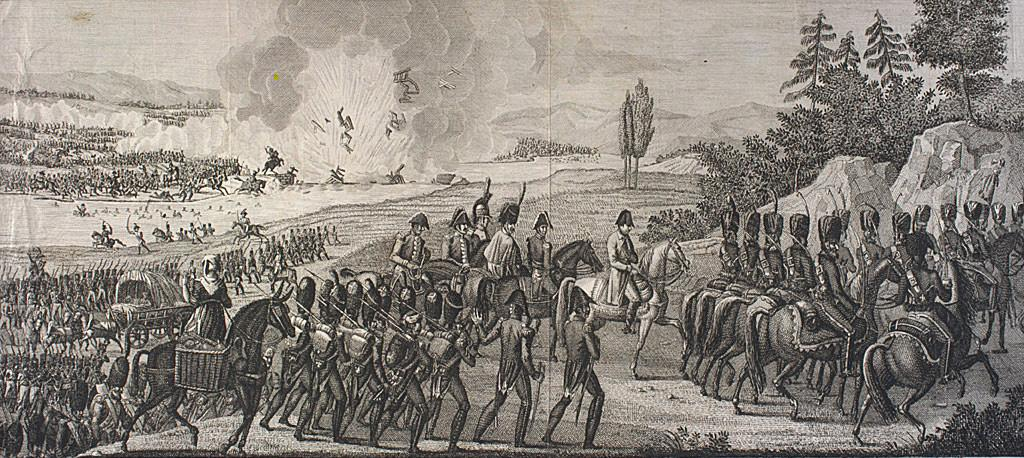
Retraite de Napoléon après la bataille de Leipzig, le 19 octobre, gravure d'après Couché fils.

Le mouvement nationaliste qui se manifeste à cette occasion souhaite la création d’une Allemagne unie et espère obtenir la représentation politique. Toutefois, les princes allemands rétabliront tous leurs droits à quelques rares exceptions près. Après les guerres de la Révolution et de l'Empire, le romantisme imprègne le nationalisme allemand. Aux références rationalistes, antiques et universalistes du néo-classicisme français, succèdent en Allemagne son antithèse : les références religieuses, moyenâgeuses et particularisantes du romantisme. Les conceptions françaises et allemandes de la Nation évoluent alors de deux manières : la Nation civique (française) et la Nation ethnique (allemande). Elles seront le moteur des querelles franco-allemandes jusqu'en 1945, notamment en ce qui concerne l'appartenance nationale de l'Alsace-Lorraine.

#### Congrès de Vienne (1815)

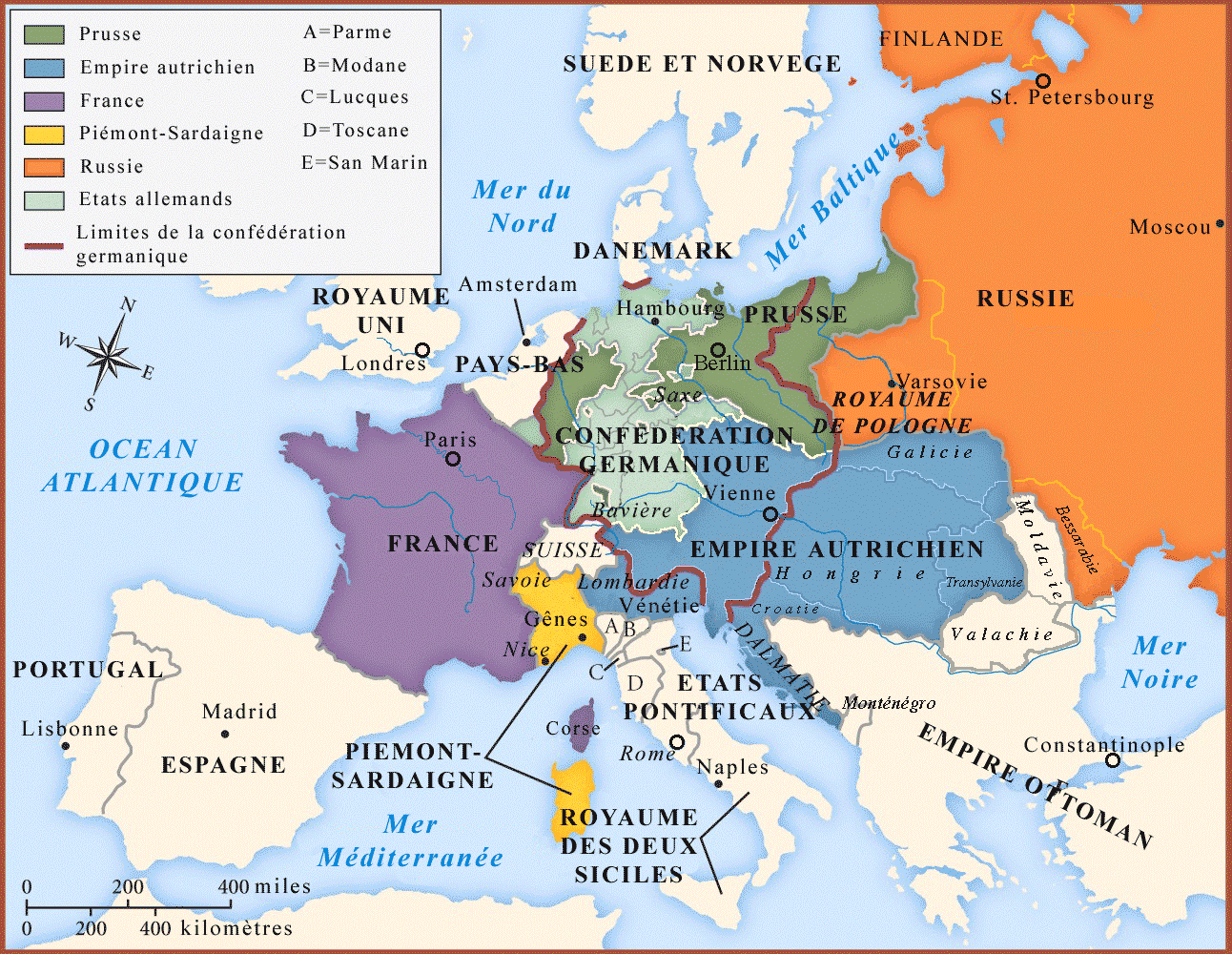
l'Europe redessinée par le congrès de Vienne. La France retrouve ses frontières pré-révolutionnaires, La Prusse s'agrandit de la région industrielle de Rhénanie.

Lorsque Napoléon Ier est déchu (en 1814 puis en 1815), les monarchies victorieuses entendent réduire autant que possible les apports de la Révolution française (1789-1815) pour en revenir à l’ordre antérieur européen, c'est-à-dire à l’« Ancien Régime ». La « Sainte-Alliance », composée des principaux royaumes victorieux de Napoléon, lutte contre les idées nouvelles (libéralisme et nationalisme) et réorganise le continent européen. Les sentiments nationaux naissants ne seront pas pris en compte lors du redécoupage de la carte de l’Europe, seul comptera l’intérêt des dynasties s’étant le plus vivement opposées à l’empereur des Français. Des États sont créés, restaurés ou réunis selon le principe d’équilibres entre les grandes puissances qui est censé garantir la paix en Europe.
En Allemagne, le Congrès de Vienne institue la Confédération germanique censée remplacer le Saint-Empire romain germanique. La simplification de la carte politique est confirmée : le nombre d'États souverains n'est plus que de 39. Le royaume de Bavière et surtout la Prusse à qui sont confiés la défense de la rive gauche du Rhin sortent renforcés. Mais cette organisation ne rencontre pas les aspirations nationales allemandes : elle reste extrêmement souple notamment parce que Prusse et Autriche craignent la suprématie de l’une ou de l’autre dans cette organisation.
Malgré ce climat contre-révolutionnaire, les idéaux de la Révolution, essaimés par les armées de la République et de l’Empire, continuent à marquer profondément la société allemande. La bourgeoisie libérale, influencée par les idéaux des Lumières, réclame aux princes allemands des Constitutions et des Institutions représentatives pour le peuple. La bourgeoisie est également influencée par le nationalisme allemand, elle cherche à unifier politiquement la nation germanique et s'oppose donc aux multiples monarchies absolues qui se partagent l'Allemagne. Les espoirs et les aspirations libérales des jeunes générations, seront, la plupart du temps et malgré les promesses, balayées.
Dès 1815, l’agitation nationaliste et libérale gagne les milieux universitaires dont les étudiants avaient en grand nombre participé à la guerre de libération nationale au sein de milices nationales (les Landwehr). Ils sont hostiles au pouvoir autoritaire et à la division persistante de la Nation allemande. L’agitation estudiantine culmine avec l’assassinat d’August von Kotzebue en 1819, soupçonné d’être un tenant du pouvoir aristocratique. Ce meurtre provoquera une vive réaction de la part des États allemands et particulièrement de l’empire d'Autriche qui renforce la censure, condamne lourdement les meneurs et met en place un politique répressive à travers les décrets de Carlsbad.
Une grande partie du XIXe siècle allemand sera animé par la lutte entre deux factions : d’un côté les nationalistes libéraux qui luttent pour une représentation démocratique des citoyens et contre le morcellement des États allemands ; et, d’autre part, les partisans des monarchies autocratiques allemandes.

#### Révolutions de 1830 et 1848
La révolution de juillet 1830 en France ranime les révoltes nationales et libérales en Allemagne et dans le reste de l'Europe. Charles X est renversé, les meneurs de la révolution installent un « roi-bourgeois » libéral et constitutionnel : Louis-Philippe Ier « roi des Français » et non plus « roi de France » comme sous l’Ancien Régime et la Restauration : le drapeau royal est abandonné et le Tricolore refait son apparition. L’agitation révolutionnaire se répand dans les États du Sud de l’Allemagne, c’est la première fois que le drapeau noir-rouge-jaune, symbole de l’unité allemande, est brandi. Le mouvement libéral allemand se divise entre modérés qui s’opposent légalement au régime conservateur et radicaux qui souhaitent renverser les monarques par la force avec l’aide des révolutionnaires français et polonais. Toutefois, Louis-Philippe Ier n’entend pas se mêler des affaires extérieures à son royaume et de nombreuses révolutions échouent comme en Pologne.
Louis-Philippe Ier est à son tour renversé par une troisième révolution et la Seconde République est proclamée.

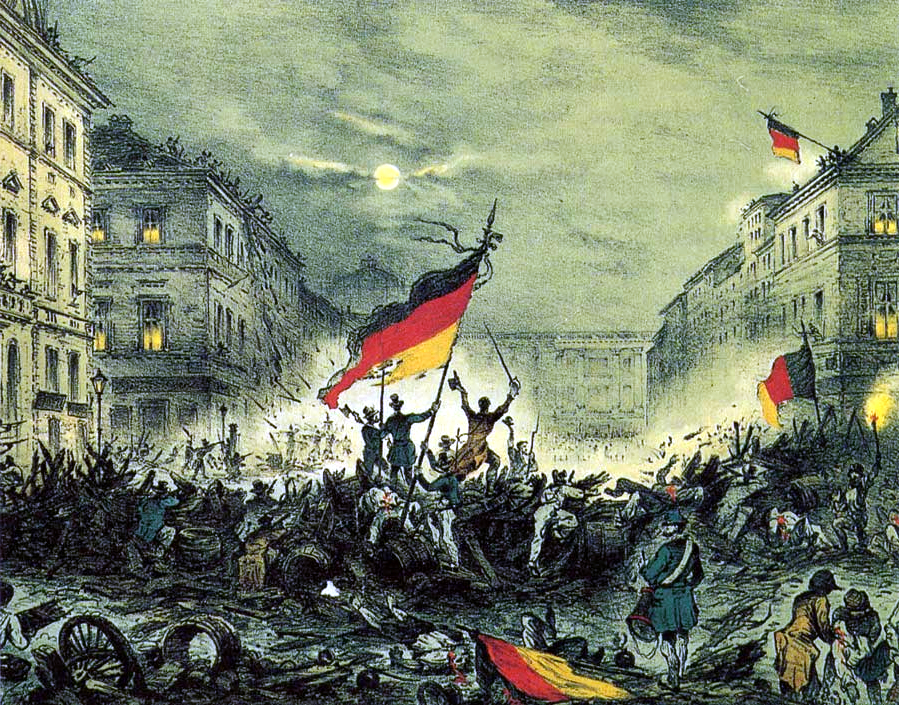
La révolution de mars à Berlin.

Dans les États allemands règne un mélange d’admiration pour le triomphe des libertés en France, mais également une crainte de retrouver un Bonaparte au pouvoir. En Prusse, le roi est contraint d’accepter une constitution et une assemblée nationale élue au suffrage universel, il va même jusqu’à arborer la cocarde nationale noir-rouge-jaune et à déclarer que le destin de la Prusse est de se fondre dans l’Allemagne. À Vienne, la bourgeoisie s’empare du pouvoir. Metternich qui a été le garant de l'ordre ancien rétabli depuis le Congrès de Vienne doit se retirer. La population des États du Sud de l’Allemagne s’insurgent et réclament un parlement et un gouvernement nationaux. Un Parlement préparatoire est institué à Francfort-sur-le-Main qui vise à établir une série de libertés fondamentales et un droit de citoyenneté allemand.
Les monarchies vacillent mais les concessions du pouvoir sont de courte durée et réprimées dès la fin de l’année 1848. Le nouvel empereur autrichien François-Joseph Ier d'Autriche réprime les forces révolutionnaires. Son exemple est rapidement suivi par les autres souverains allemands qui écrasent les insurrections. À la suite de cette répression, 180 000 Allemands émigrent en France, dont 60 000 à Paris. En Prusse, une nouvelle constitution est toutefois établie ; si elle reconnaît les principales libertés, elle concentre exclusivement le pouvoir exécutif dans les mains du souverain et de son ministre-président.

### Unification de l'Allemagne

#### Lutte d'influence entre l'Autriche et la Prusse au sein de la Confédération (1848-1867)

Carte de la Confédération germanique en 1820 ; les deux puissances principales, le royaume de Prusse (en bleu) et l'empire d'Autriche (en jaune), n'étaient pas totalement encloses dans les frontières de la Confédération (en rouge).

L’Autriche, perçue comme nettement plus conservatrice et ne faisant pas partie du Zollverein, est un vaste empire dont seule la partie germanophone est intégrée à la Confédération germanique. De nombreux nationalistes allemands estiment que seule la Prusse, le plus grand et le plus puissant État de la Confédération, pourra réaliser l’unité allemande. en 1850, les mouvements nationalistes allemands poussent Frédéric-Guillaume IV à prendre la tête d’une Allemagne unifiée. Mais il y renonce face à l’opposition de l’Autriche soutenue par la Russie. En outre le roi de Prusse souhaite accéder à l'empire par l'initiative des souverains allemands et non pas par des mouvements populaires. la Prusse recule et signe le traité d'Olmütz, qualifié de « reculade », par lequel la Prusse renonce à son rêve d’union nationale>.
Dans les années soixante, le chancelier prussien Bismarck bénéficie d'un contexte international favorable car l'Autriche est isolée. En France, l'empereur Napoléon III est favorable à la cause des nationalités bien que des hommes politiques tels Adolphe Thiers mettent en garde contre la puissance qu'une Allemagne unifiée atteindrait en Europe. L'Autriche a perdu le soutien de la Russie en s'opposant à l'expansion de celle-ci dans les Balkans. Presque tous les États allemands se rangent aux côtés de l’Autriche, mais les Autrichiens sont vaincus par l’armée prussienne à la bataille de Sadowa. L’Autriche accepte la dissolution de la Confédération germanique et son éviction d’Allemagne. La confédération de l'Allemagne du Nord est créée en 1866 et se dote d’une constitution le 26 juillet 1867, elle regroupe autour de la Prusse la plupart des petits États du Nord que celle-ci n'a pas annexés.

#### Guerre franco-allemande (1870-1871)

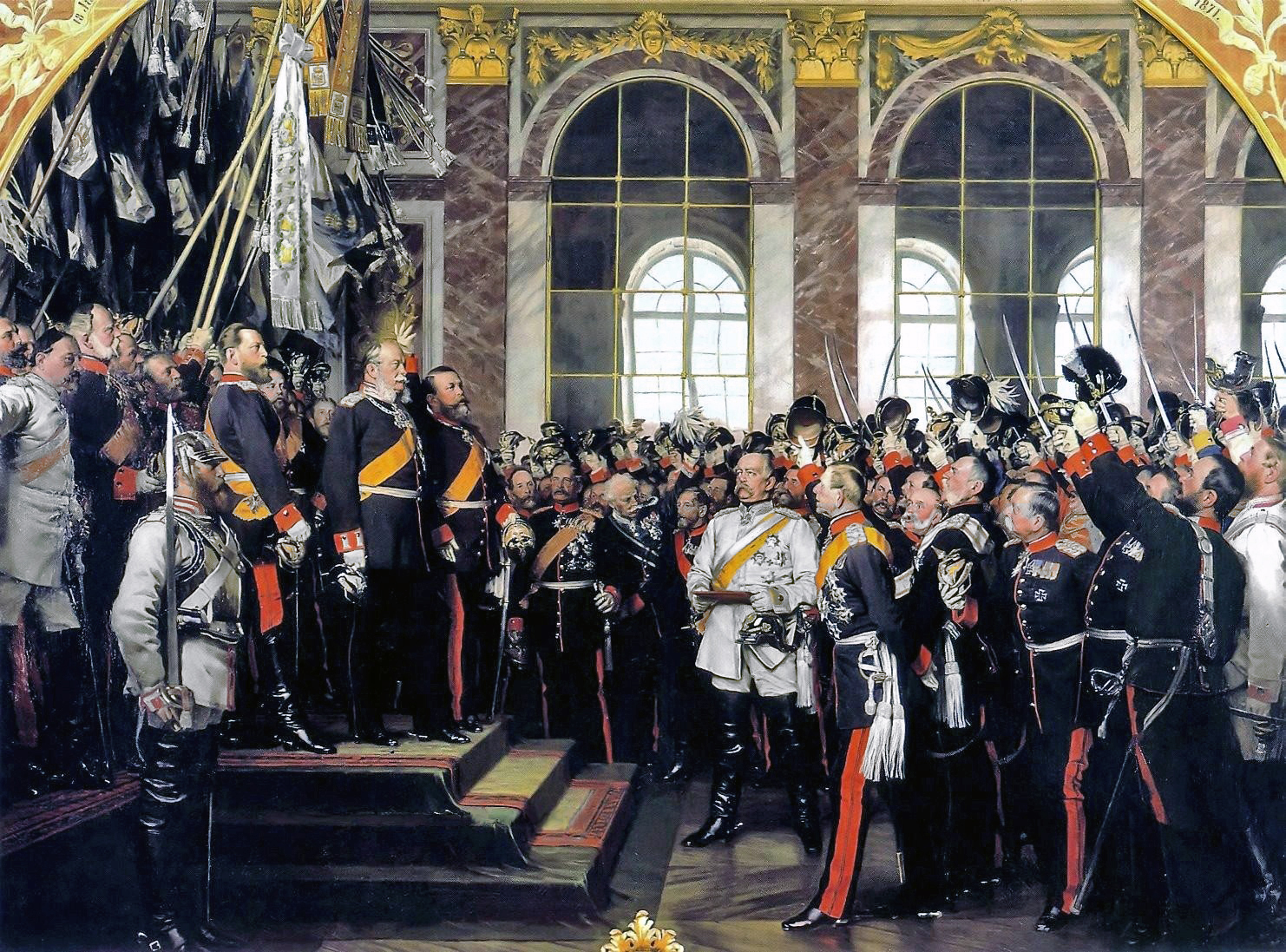
Proclamation de l'Empire allemand et de son Kaiser Guillaume Ier le 18 janvier 1871, dans la Galerie des Glaces du Château de Versailles.

Le chancelier prussien Otto von Bismarck doit, pour achever l'unité allemande, gérer les réticences voire l'hostilité des États catholiques du Sud. Afin d'obtenir l'adhésion de ceux-ci à un deuxième reich, il envisage de souder la nation allemande grâce à une guerre contre la France. Napoléon III demande des compensations pour sa neutralité, à savoir des territoires sur la rive gauche du Rhin d'abord, puis le Luxembourg. Bismarck a l'habileté de rendre publiques ces revendications qu'il qualifie de politique des pourboires, dressant l'opinion publique de tous les États allemands contre la France.
En 1870, une nouvelle pomme de discorde surgit entre les deux États. Les Espagnols qui ont chassé leur reine, proposent dans le plus grand secret le trône à Guillaume de Hohenzollern-Sigmaringen, petit-cousin du roi de Prusse. Quand cette proposition est connue début juillet 1870, la France s'émeut. Elle ne veut pas d'un souverain prussien au sud. Dans un premier temps, Guillaume Ier assure à l'ambassadeur français, Benedetti qu'il ne s'opposera pas à un retrait de la candidature Hohenzollern en Espagne. Bismarck, dépité, songe à démissionner. Mais la France s'obstine et demande la garantie officielle que le roi s'opposera à toute nouvelle candidature de Hohenzollern. Guillaume éconduit l'ambassadeur et fait part de la rencontre dans un télégramme la dépêche d'Ems, que Bismarck, qui n'en attendait pas tant, s'empresse de publier en durcissant le ton dans le but de provoquer la France. Les États allemands voient dans l'insistance française un désir de les humilier. L'Empire français, ulcéré par la publication du télégramme déclare la guerre au royaume de Prusse le 19 juillet 1870.

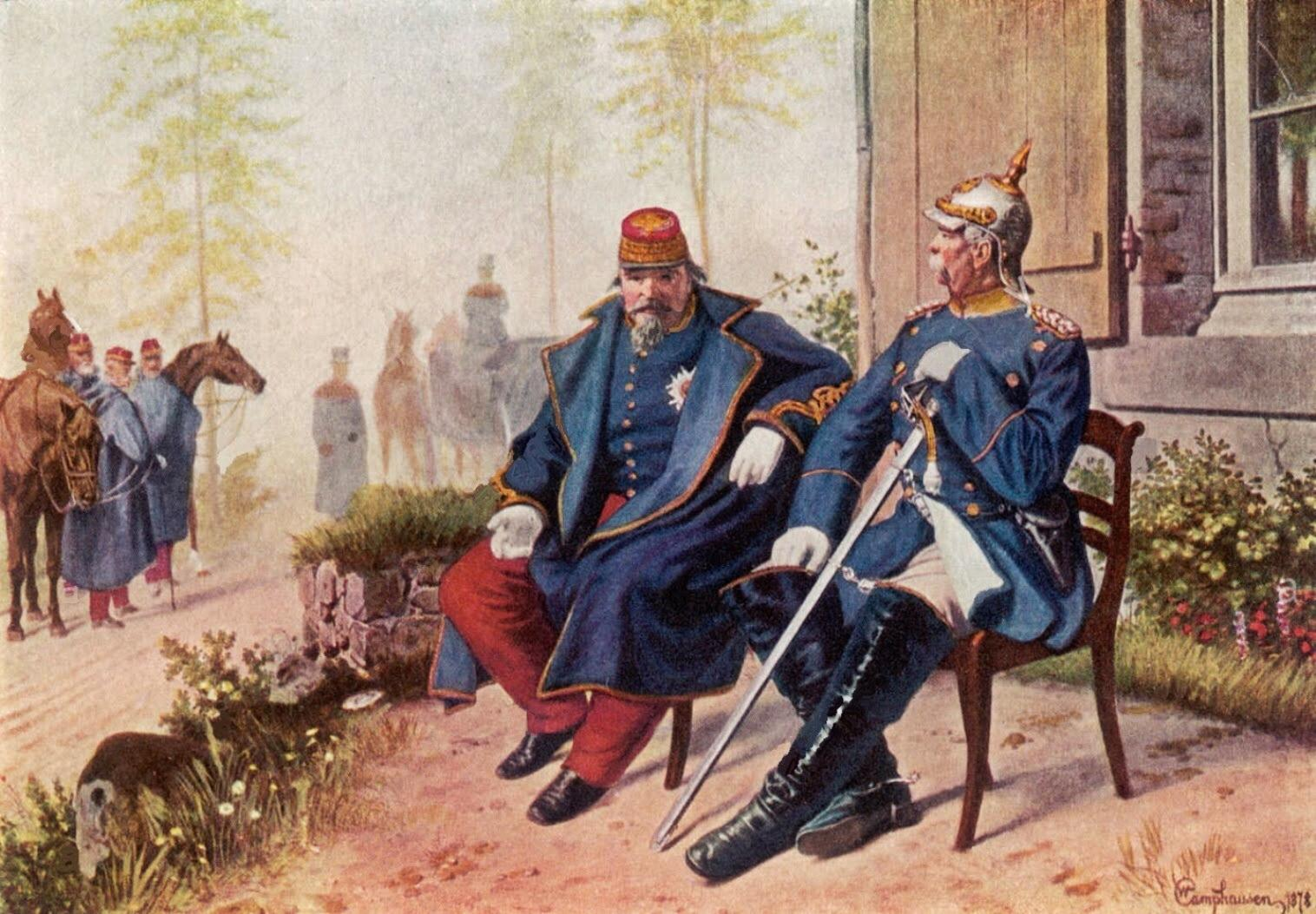
et Bismarck, le 2 septembre 1870 à Donchery, entrevue après la bataille de Sedan. Reproduction d'une œuvre de Wilhelm Camphausen.

La guerre de 1870 commence et les États d'Allemagne du Sud (Bavière, Wurtemberg, Bade...) acceptent dès novembre 1870 d'intégrer la confédération d'Allemagne du Nord et d'entrer en guerre au côté de la Prusse.
Cependant, les États du sud conservent leurs institutions politiques. Aujourd'hui encore, la Bavière a conservé ses frontières historiques et est administrée par un parti politique exclusivement bavarois, la CSU.
Le manque de préparation de l'armée française la conduit au désastre. Les troupes allemandes encerclant Paris, l'Empire allemand est proclamé le 18 janvier 1871 dans la galerie des Glaces du château de Versailles, jour anniversaire de couronnement du premier roi de Prusse à Königsberg en 1701. Sous les peintures de Lebrun qui célèbrent les victoires de Louis XIV sur le Rhin, l'Allemagne prend sa revanche sur l'humiliation ressentie lors des guerres du Roi-Soleil et de Napoléon Ier.
Le traité de Francfort qui met fin à la guerre est signé le 10 mai 1871. La France, qui échappe de peu à la guerre civile, sort dépouillée de l'Alsace-Lorraine et humiliée par cette défaite qui a fini de sceller l'unité de l'Allemagne. Alors que l'Esprit de revanche et la germanophobie se développent en France, un nouveau clivage politique et idéologique s'installe avec l'Allemagne. En France, le Second Empire fait place à une république démocratique tandis que l'Allemagne reste gouvernée par un système politique monarchique et autoritaire.

### Contentieux franco-allemand (1871-1945)

#### Relations franco-allemandes de 1871 à 1914

##### Politique internationale de Bismarck et sa mise en échec
Conscient de l’hostilité française depuis l’annexion de l’Alsace-Lorraine, Bismarck cherche à isoler sur le plan diplomatique la France pour l’empêcher de nouer une alliance contre le Reich. Pour cela il renforce et entretient la traditionnelle coopération entre les trois monarchies conservatrices de l'Europe de l'Est, Autriche, Prusse et Russie. Mais cet équilibre ne va pas être durable.
Tout d'abord, l'intensification de la rivalité entre l'Autriche et la Russie va amener l'Allemagne à choisir une alliance prioritaire avec l'Autriche. l'Empire russe de son côté scelle une alliance avec la France dès 1891.
Par ailleurs la politique de prestige du nouvel empereur Guillaume II et sa volonté de développer l'empire colonial inquiète le Royaume-Uni face aux progrès économiques, industriels et commerciaux de l’Empire allemand et surtout par la montée en puissance de la marine de guerre impériale. Les contentieux coloniaux franco-britanniques étant réglés depuis le règlement de la crise de Fachoda en 1898, le Royaume-Uni accepte de se joindre à l'Alliance franco-russe, en 1907. Ainsi naît la Triple-Entente.
Deux grands systèmes d'alliance se mettent en place. La Triplice, plus ancienne, est l’œuvre du chancelier prussien Otto von Bismarck, elle comprend autour de l'Allemagne, l'Autriche-Hongrie et l'Italie.

Les systèmes d’alliances.

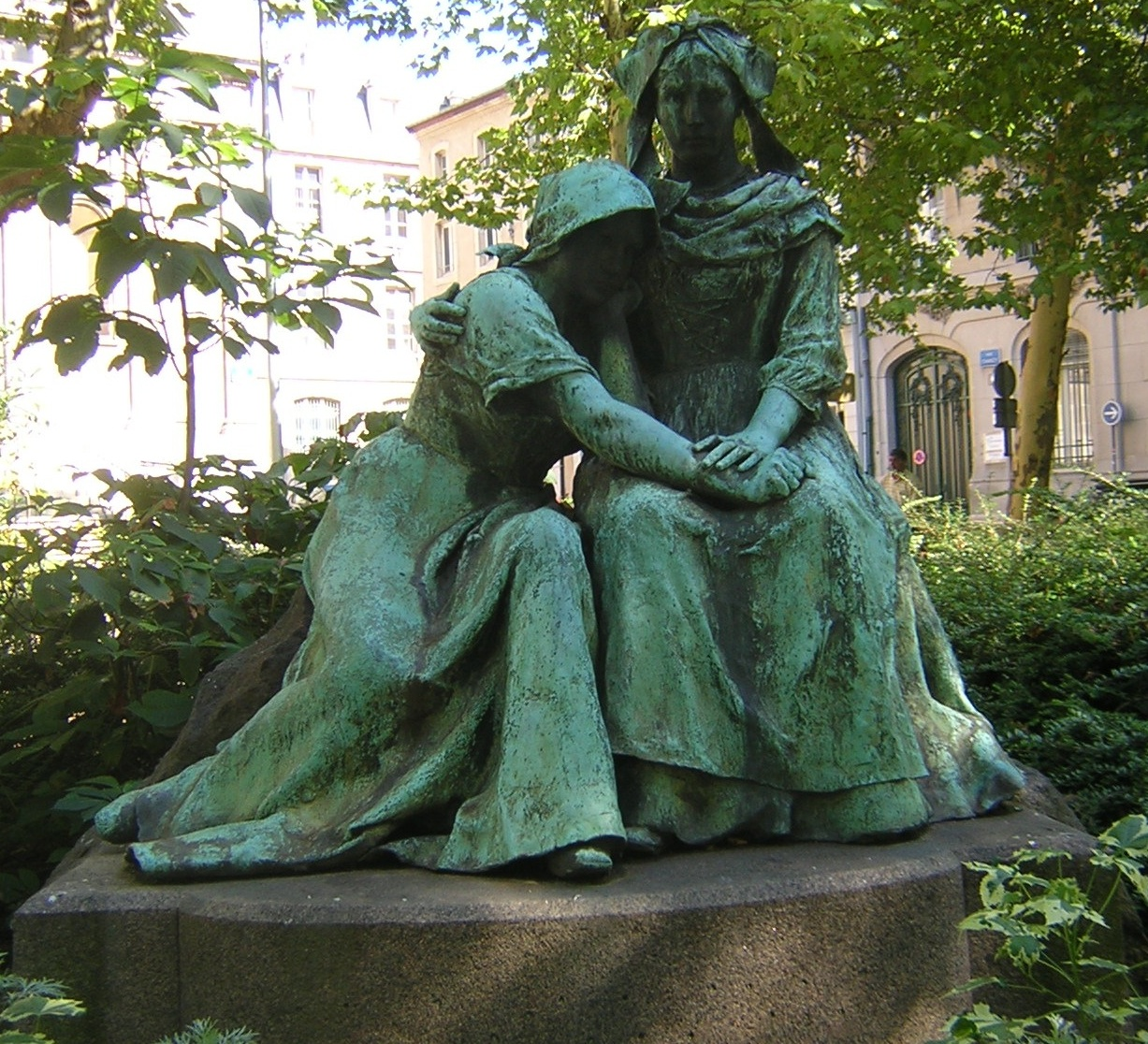
Le Souvenir, statue érigée à Nancy, commémore la perte de l'Alsace-Moselle en 1870.

##### Question de l'Alsace-Lorraine: l'incident de Saverne
L'incident de Saverne ou l'affaire de Saverne (en allemand : Zabern-Affäre, plus rarement Fall Zabern) est une crise politique intérieure qui a eu lieu fin 1913 dans l'Empire allemand, à la veille de la Première Guerre mondiale. La crise s'est produite lorsqu'un sous-lieutenant stationné à Saverne, ville de cantonnement de deux bataillons du 99e régiment d’infanterie prussien, a tenu des propos humiliants à l'égard de la population alsacienne. L'armée a réagi aux protestations populaires par des actes arbitraires et, en majeure partie, illégaux, ce qui a provoqué un débat au Reichstag sur les structures militaristes de la société allemande et sur la position des dirigeants du pays vis-à-vis du Kaiser Guillaume II, puis a conduit à un vote contre le gouvernement, représentant la plus grave crise politique que l'Allemagne ait traversée depuis 1908 avec l'affaire du Daily Telegraph et la démission du chancelier Bernhard von Bülow.
Le fait que cette première motion de censure dans l'histoire du Reich contre le chancelier impérial soit restée sans conséquence démontre de manière exemplaire l'impuissance du pouvoir législatif dans un régime politique où l'exécutif n'est pas responsable devant le parlement, mais devant un souverain plus soucieux de conserver le « régime personnel », comme l'a écrit l'historien John Röhl, que du maintien des acquis constitutionnels et parlementaires, chers notamment aux États sud-allemands.
L'affaire a non seulement détérioré les relations entre la terre d'empire d'Alsace-Lorraine et le reste du Reich, mais elle a également entraîné une perte de considération du Kaiser et, par extension, du militarisme. L'incident démontre en outre l'antagonisme structurel entre l'État de droit et l'État militaire, ainsi que les difficultés du régime wilhelminien à intégrer des minorités nationales qui seront détachées du Reich quelques années plus tard. Elle pose en outre la question du statut de l'Alsace-Moselle dans l'Empire allemand et attise la tension entre la France et le Reich, le drapeau français ayant été insulté.

##### Rivalités coloniales

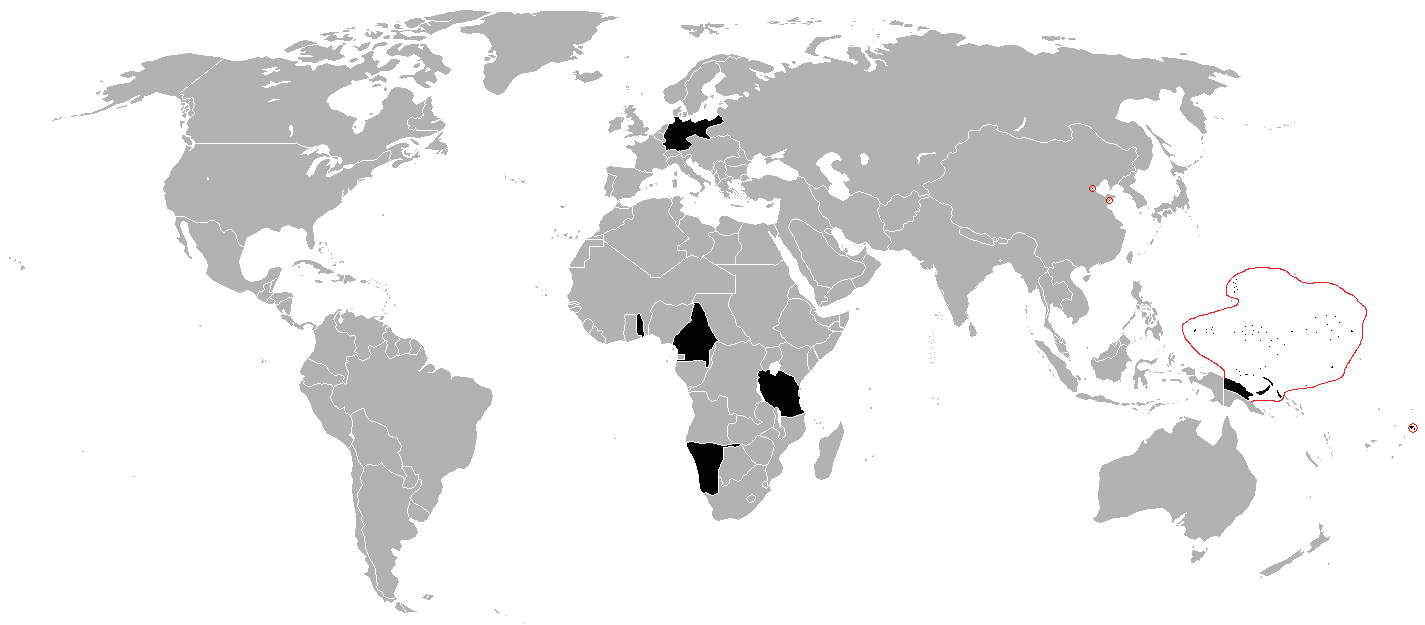
Apogée de l'empire colonial allemand en 1914.

Pour compenser la perte de l'Alsace-Lorraine et pour modifier le rapport de force franco-allemand qui était désormais défavorable à la France, la Troisième République, qui avait hérité dans l'indifférence des nombreuses colonies réunies par les régimes précédents, élargit grandement son empire colonial.
À la fin du XIXe siècle, l'Allemagne qui vient de s'unifier ne possède aucune colonie. Le Reich, au nom de la Weltpolitik initiée par l'empereur Guillaume II, souhaite sa « place au soleil » (Platz an der Sonne), c'est-à-dire obtenir, à l'instar des empires coloniaux français et britannique établis de longue date, un empire colonial allemand. À la suite de la conférence de Berlin, l'Allemagne reçoit principalement la Namibie, le Cameroun, Zanzibar et le territoire du Tanganyika, le Togo et la Nouvelle-Guinée.
La France et l'Allemagne désirent prendre pied au Maroc, ce qui conduit à une multiplication d'incidents diplomatiques entre les deux pays. Au mois de novembre 1904, la France accorde un prêt énorme au sultan, ce qui équivaut à une mise sous tutelle de ses finances. En 1905, Guillaume II effectue une visite au Maroc et y affirme son indépendance. Ce «coup de Tanger» entraîne une poussée de germanophobie en France. Il débouche aussi sur la réunion l'année suivante, du 16 janvier au 7 avril 1906, d'une conférence internationale à Algésiras, dans le Sud de l'Espagne. Elle confirme l'indépendance du Maroc, indépendance qui ressemble plutôt à une mise sous tutelle internationale. Mais elle établit aussi implicitement des «droits» particuliers de la France sur l'empire chérifien : la France et l'Espagne se voient confier la police des ports marocains et un Français est chargé de présider la Banque d'État du Maroc. Par approches successives, la France va finir par imposer son protectorat au sultan. En avril 1911, une armée occupe les villes impériales de Rabat, sur la côte atlantique, Fès et Meknès. L’Allemagne y voit une violation des accords signés à Algésiras cinq ans plus tôt. Elle envoie la canonnière « Panther » vers Agadir sous le prétexte de protéger les entreprises de la région et plus sérieusement pour marquer son territoire et signifier à la France qu'elle n'a pas tous les droits au Maroc. Les gouvernements français et britannique en sont informés le 1er juillet 1911. La tension est alors à son comble et un conflit semble imminent. Finalement, l'affaire se résout grâce à la politique d'apaisement du président du Conseil français, Joseph Caillaux qui aboutit à un traité franco-allemand le 4 novembre 1911. L'Allemagne concède à la France une entière liberté d'action au Maroc et en échange reçoit des territoires au Congo, colonie française, qui viennent augmenter la colonie allemande du Cameroun.

#### Première Guerre mondiale

##### Une guerre d'usure (1914-1918)

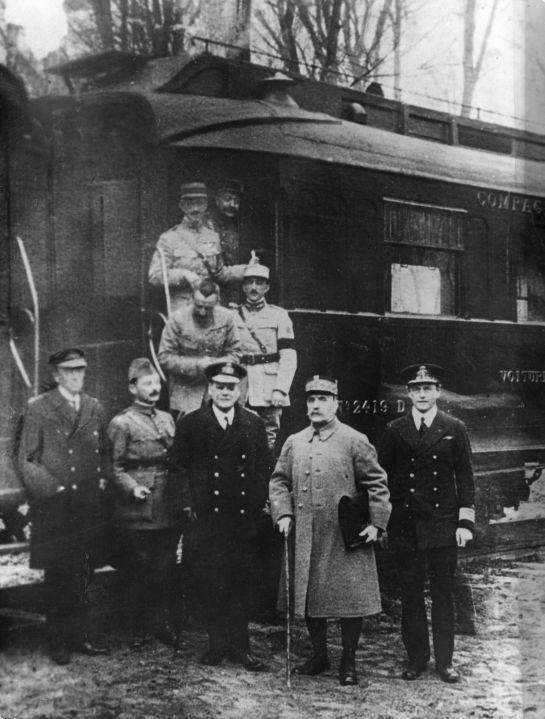
Photo prise juste après la signature de l'Armistice avec au premier plan le maréchal Foch, encadré par les amiraux britanniques Hope et Rosslyn Wemyss.

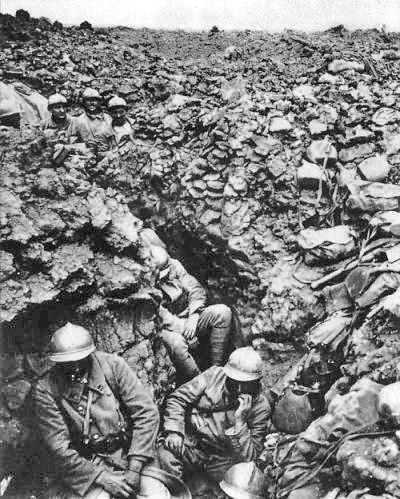
Soldats français du près de Verdun (France) en 1916.

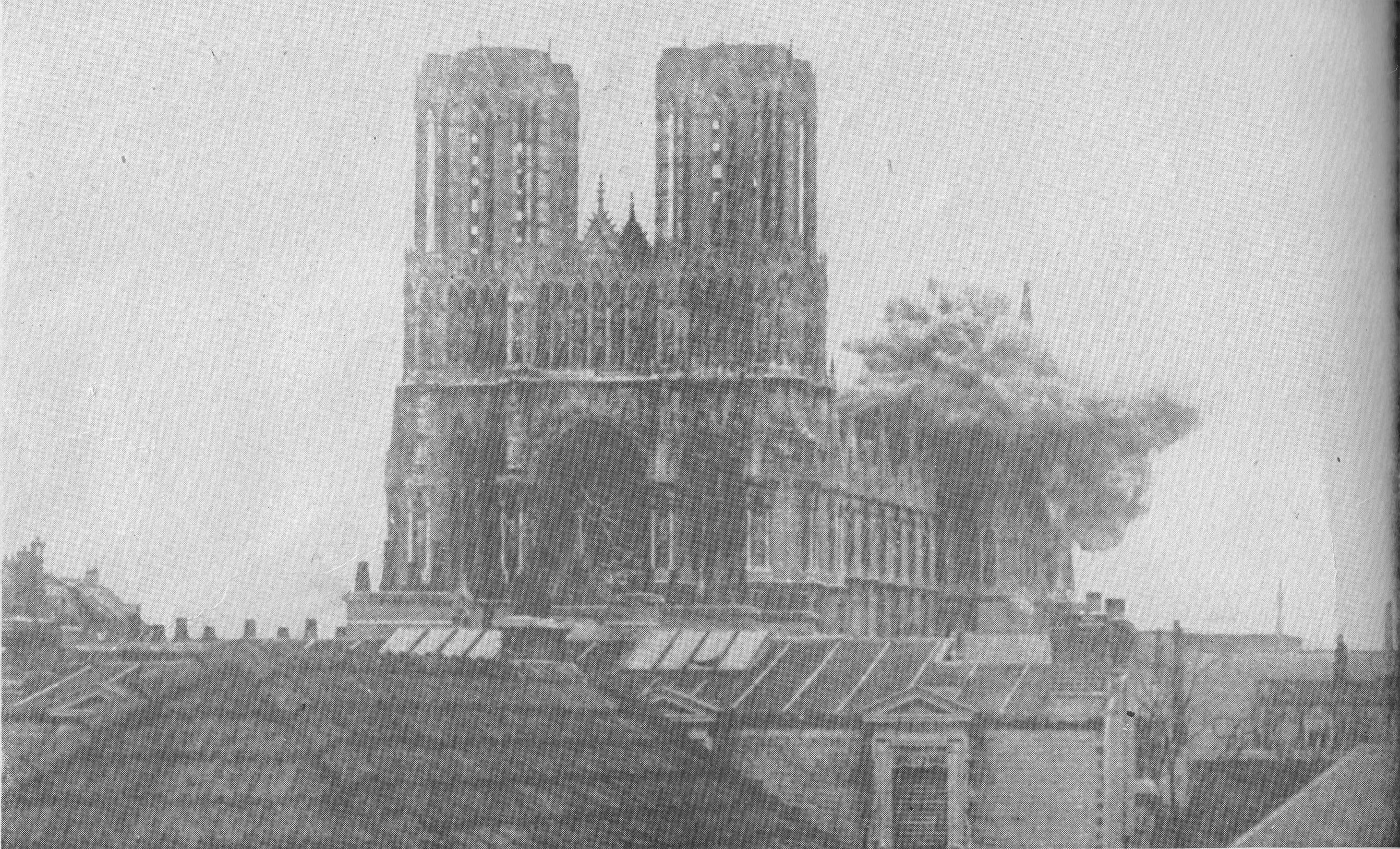
La cathédrale Notre-Dame de Reims, lieu du sacre des rois de France fut bombardée intentionnellement en 1914 par l'armée allemande dans le but de briser le moral français.

À cause d'un contexte extrêmement tendu (dû aux contentieux géopolitiques et économiques antérieurs), l'attentat de Sarajevo met en branle le « mécanisme » des alliances qui va entraîner, presque malgré eux, les protagonistes vers une guerre totale.
Le 4 août, l’Allemagne viole les neutralités belge et luxembourgeoise en envahissant les deux pays. Sur toute la ligne de front belge et luxembourgeoise, les Alliés reculent. Les Britanniques et les Français se replient précipitamment, mais en ordre, sur la Marne. L’attaque de la capitale semble imminente, mais Paris n’est pas le but des Allemands : ils pivotent, conformément au plan Schlieffen, en direction du sud-est pour encercler les armées françaises. Le commandement français voit là l’occasion d’attaquer les Allemands sur leur flanc. Des renforts sont envoyés de Paris vers le front, majoritairement en train, bien que l'épisode célèbre de la réquisition des taxis parisiens (transportant seulement une brigade, de 3 à 5 000 hommes, nombre négligeable face au million de combattants engagés) soit resté le symbole de cette opération. C’est la première bataille de la Marne (6-9 septembre). Après 4 jours de combats acharnés, les armées allemandes sont stoppées et reculent. Mais la bataille n’est pas décisive. L’ensemble des forces allemandes se replie sur l’Aisne puis se fixe le long des Ardennes et de l’Argonne. Une zone comprenant 10 départements du nord et du nord-est de la France reste occupée à l'arrière du front pendant la durée de la guerre.
Au front, les deux armées adverses sont immobilisées face à face sur une ligne continue de 780 kilomètres, allant de la mer du Nord à la Suisse. Ainsi la guerre devient une guerre de positions et de tranchées. Il s’agit d’une guerre d’usure, qui met à l’épreuve tant les forces morales que matérielles des combattants.
Été 1918, les armées alliées désormais coordonnées par le général Foch, renforcées par les soldats et le matériel américains et utilisant les premiers chars Renault FT, lancent des contre-offensives majeures qui permettent de regagner le terrain perdu. L'empereur allemand Guillaume II abdique et se réfugie à Doorn aux Pays-Bas. L'état-major demande que soit signé l'armistice. Le gouvernement de la nouvelle République allemande le signe alors dans la forêt de Compiègne à Rethondes le 11 novembre 1918 dans le wagon du maréchal Foch.
Ainsi, les Allemands n’ont pas connu la guerre sur leur propre territoire ; ayant campé pendant quatre ans en terre ennemie, ils imaginent mal qu’ils sont vraiment vaincus. Les clauses de l’armistice leur paraissent d’autant plus dures. Pour sauver les apparences, l'État-major allemand fait circuler le mythe du coup de poignard dans le dos qui prétend que l’armée allemande n'était pas vaincue et que la défaite incombait entièrement au gouvernement.

##### Traité de Versailles (1919) et sa mise en œuvre
La France récupère l'Alsace-Moselle, les Français qui ont énormément souffert durant cette guerre deviennent pacifistes. En Allemagne, le Kaiser est déchu et la république est proclamée.

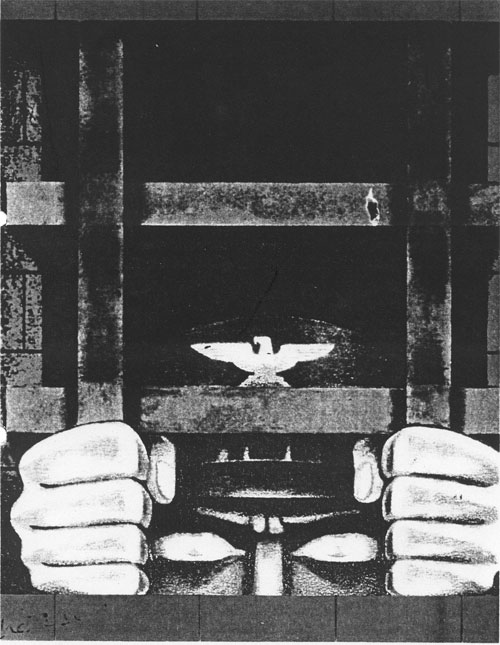
Le traité de Versailles est vécu ou présenté comme un diktat par certains Allemands.

Vainqueur sur le Reich à l'issue de la Première Guerre mondiale, la France a exigé de l'Allemagne, lors du traité de Versailles de 1919, le paiement de dommages de guerre pour compenser les lourdes destructions qui ont touché son territoire.
Les relations internationales de la première moitié des années 1920 sont marquées par des problèmes liés à l'application du traité. C'est un sujet constant de tensions entre la France et l'Allemagne, en particulier sur la question des réparations financières.
Certains analystes considèrent que la défaite est très mal ressentie par la population allemande, du fait qu'elle n'a pas vu les troupes françaises pénétrer sur son territoire. Foch avait averti en vain Clemenceau de ce risque : le général considérait qu'un défilé des vainqueurs à Berlin, loin d'humilier l'Allemagne, servirait au contraire à lui faire percevoir sa défaite, ce qui n'a jamais été le cas. L'idée d'une « fausse défaite » servira de terreau aux partisans de la revanche et à la montée du nazisme.
En 1922, Walther Rathenau, ministre allemand des Affaires étrangères se heurte à Raymond Poincaré, président du Conseil avec le portefeuille des Affaires étrangères, partisan de l'application intégrale du traité de Versailles. Les relations franco-allemandes deviennent tendues à cause du retard des paiements.

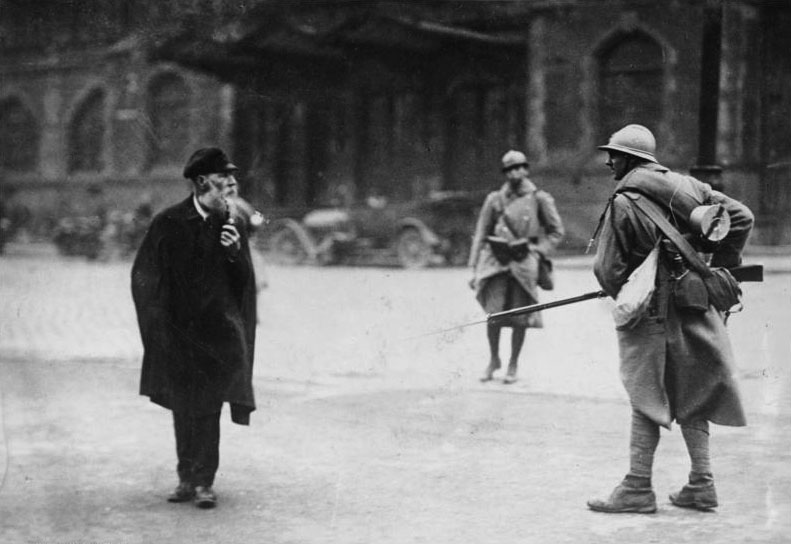
Soldats français dans la région de la Ruhr.

À la suite de l'accord d'assistance militaire franco-belge de 1920, la France et la Belgique organisent l'occupation de la région industrielle allemande de la Ruhr pour remédier aux retards de paiement par la république de Weimar des indemnités de guerre dues à la France et à la Belgique et prévues par le traité de Versailles.
Cette occupation provoque un profond ressentiment anti-français dans la population allemande. Le gouvernement allemand décrète la « résistance passive » : une grève générale, des attentats, des sabotages ont lieu. La France est alors isolée sur le plan diplomatique. Elle doit sous la pression anglaise et américaine retirer ses troupes de la Ruhr sans contrepartie.
Par ailleurs, la politique du pire appliquée par le gouvernement allemand se traduit par une crise financière majeure avec une complète dépréciation du Mark. La misère qui en résulte pour une grande partie de la population contribue à court terme à discréditer le régime républicain et à plus long terme à l'attachement des Allemands à une stricte discipline monétaire.
En 1923 naît un comité franco-allemand. Il regroupe des représentants de l'élite économique, intellectuelle et sociale mais il est sans lendemain tant la méfiance entre les deux pays est grande.

##### Accords de Locarno (1925)

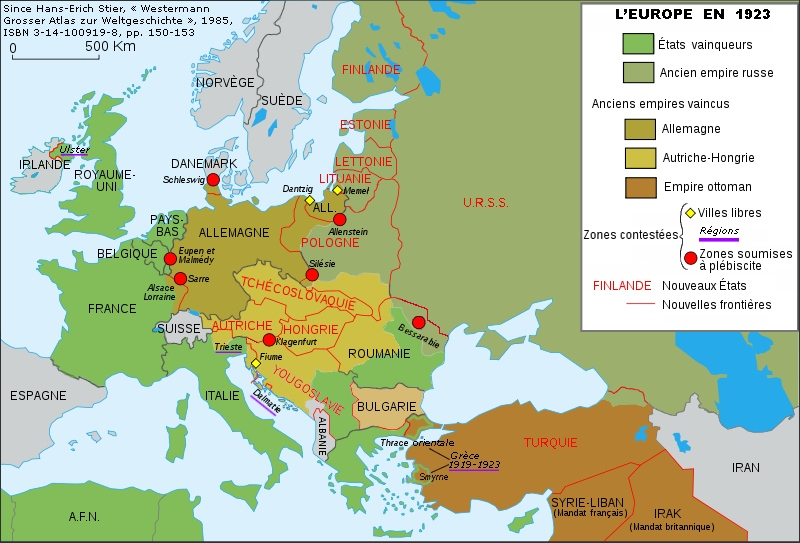
Les nouveaux États et les nouvelles frontières de l'Europe en 1923 à la suite du traité de Versailles : L'Autriche-Hongrie est partagée, l'Allemagne perd des territoires à l'Ouest et à l'Est, les anciens territoires de l'Ouest de la Russie (Lettonie, Lituanie, Finlande...) deviennent indépendants.

Dans les années 1923-24 Aristide Briand et Gustav Stresemann amorcent un rapprochement entre les deux États. En effet, pour obtenir l'évacuation de la zone de Cologne, Stresemann propose à la France des garanties sur leur frontière commune. Le traité de Locarno est signé par la France, le Royaume-Uni, la Belgique, l'Italie et l'Allemagne le 1er octobre 1925. Si l'Allemagne accepte ses frontières occidentales, elle ne reconnaît pas ses frontières orientales. En conséquence, la France complète ces accords par des accords militaires avec les États de l'Europe de l'Est.
Le mécanisme des réparations est aménagé par les plans Dawes en 1924 et Young en 1929. Il est définitivement interrompu par la crise de 1929.
En 1931, l'Allemagne réclame aussi l'égalité des droits en matière d'armement. La France reste le seul obstacle à ces revendications. De son côté, le chancelier Heinrich Brüning refuse le projet d'union européenne initié par Briand, car il refuse de reconnaître les frontières Est de l'Allemagne.

#### Hitler et le troisième Reich (1933-1945)

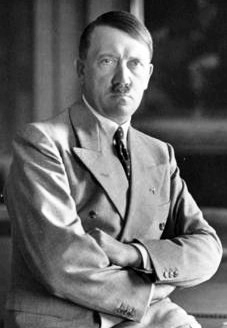
Adolf Hitler en 1933.

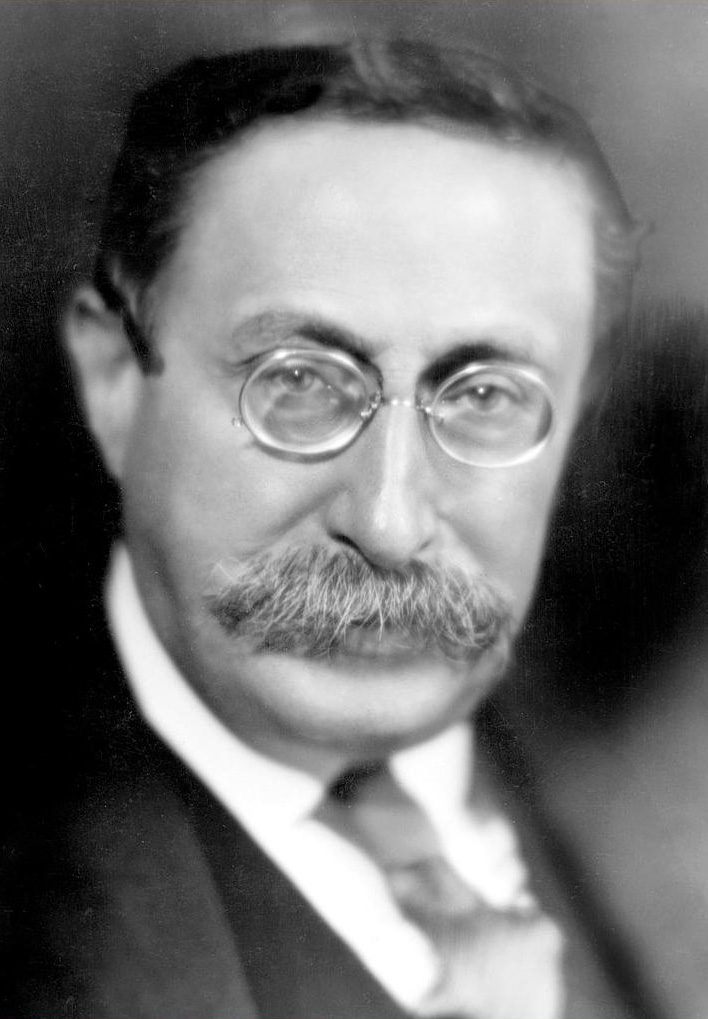
Léon Blum, chef du gouvernement français de 1936 à 1938.

Plusieurs facteurs expliquent la puissance du parti nazi dans l'Allemagne de l'entre-deux-guerres :
- la crise économique de 1929 ;
- le diktat du traité de Versailles ;
- la persistance de la légende du coup de poignard dans le dos ;
- l'instrumentalisation de la haine des juifs.

Hitler est nommé à la chancellerie de la république de Weimar le 30 janvier 1933, après un mois d’intrigues au sommet organisées par l’ancien chancelier Franz von Papen, et grâce au soutien de la droite et à l’implication du DNVP. Le soir même, des milliers de SA effectuent un défilé nocturne triomphal sur l'Unter den Linden, sous le regard du nouveau chancelier, marquant ainsi la prise de contrôle de Berlin et le lancement de la chasse aux opposants.
Le clivage politique, idéologique et culturel franco-allemand atteint un nouveau sommet : alors que l'extrême-droite antisémite arrive au pouvoir en Allemagne, une coalition de gauche et d'extrême-gauche (le Front populaire), menée par un juif (Léon Blum), est élue en France. À cela s'ajoutent l'opposition entre le pacifisme qui imprègne la société française depuis « La Der des Ders » et le revanchisme allemand qui découle du « Diktat » de Versailles.

##### Remilitarisation de l’Allemagne
Le traité de Versailles et la Société des Nations n'autorisaient l'Allemagne à posséder qu'un nombre très limité de soldats et d'équipements militaire. Son désarmement supposait également qu'aucune troupe ne puisse être disposée en Rhénanie.
Or dès juillet 1933, Hitler fait voter des lois qui orientent toute l'économie de l'Allemagne nazie vers le réarmement.
En 1935, un organisme est instauré en France par un propagandiste allemand, le comité France-Allemagne, visant à semer le doute quant aux intentions belliqueuses de la nation voisine.
Le 7 mars 1936, Hitler décide de remilitariser la Rhénanie en réaction à la ratification du pacte franco-soviétique d'assistance mutuelle. L'Allemagne installe des troupes en Rhénanie en violation du traité de Versailles et du pacte de Locarno. Londres ne réagit pas. La France saisit la SDN. Hitler propose à la France et à la Belgique l’ouverture de négociations en vue de conclure des pactes de non-agression de 25 ans garantis par le Royaume-Uni et l’Italie.
La réaction des démocraties occidentales n'est pas à la hauteur du défi, seuls quelques mouvements de troupes aux frontières sont décidés dans l'urgence par l'état-major français, alors que celui-ci ne veut pas s'engager plus loin sans obtenir de véritables moyens d'action et l'appui politique et militaire des Britanniques. Mais le Royaume-Uni se désolidarise de toute action militaire française en Rhénanie. Le 8 avril, l’Allemagne rejette un plan de paix proposé par la France qui ne réagit plus. Quand Hitler apprend la réussite de l'opération Rhénanie il s'écrie « Nous sommes vraiment des aventuriers » tant la réaction passive de la France lui parait incroyable.
Quand la guerre civile en Espagne éclate en juillet 1936, l'Allemagne voit dans cette guerre un excellent terrain d'entraînement pour le conflit à venir et soutient militairement les nationalistes de Francisco Franco alors que la France hésite à venir en aide aux républicains espagnols.
Sous la pression du gouvernement conservateur britannique de Baldwin et des radicaux, Léon Blum et son gouvernement décident la « non-intervention » française et laissent l'insurrection militaire s'implanter en Espagne plutôt que de venir en aide aux républicains espagnols. L'Espagne républicaine est aidée par l'Union soviétique et l'arrivée des Brigades internationales, dont 6 françaises et 3 allemandes, mais cette aide est insuffisante et le régime républicain s'effondre en 1939.
Conscient des menaces fascistes sur la paix, Léon Blum augmente sensiblement les dépenses militaires du pays. La nationalisation des industries d'armement et la politique énergique des nouveaux responsables relancent le potentiel français d'armement.

##### Marche à la guerre

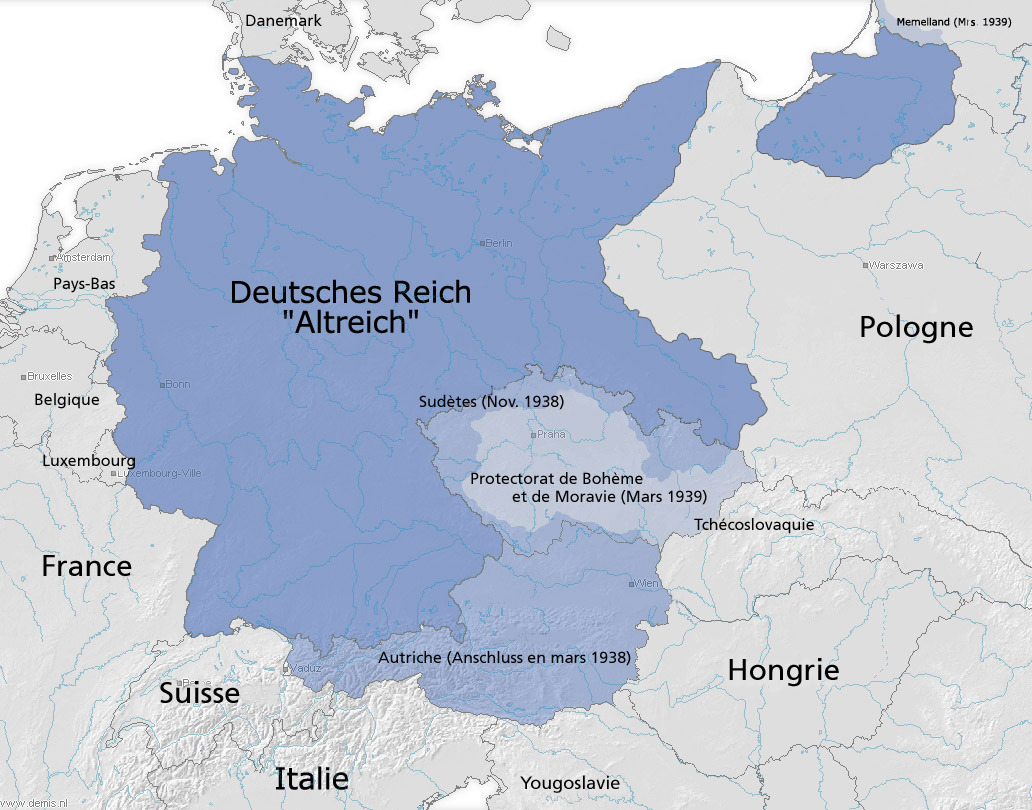
Carte des agressions nazies avant le déclenchement de la Seconde Guerre mondiale : l'Allemagne procède à l'annexion des territoires où vivent des germanophones, au mépris de la SDN; le régime confortant ainsi sa popularité auprès de l'opinion publique allemande.

En 1937, Hitler, pétri de pangermanisme, annonce à ses plus proches collaborateurs son projet d'annexer au Reich les populations germaniques d’Europe centrale et orientale afin de créer une Grande Allemagne. Les démocraties occidentales dont la France se trouvent incapables de ralentir les ambitions expansionnistes de l'Allemagne.
L'Autriche étant considérée comme un État allemand, son annexion par l'Allemagne, bien que formellement interdite par le traité de Versailles, n'émeut pas outre mesure les démocraties occidentales.

La Région des Sudètes - zones en noir peuplées par des populations majoritairement allemandes en Tchécoslovaquie (partie occidentale tchèque) au début du XXe siècle. L'armée tchécoslovaque y possédait un nombre important de fortifications indisposant l'Allemagne.

Les 29 et 30 septembre 1938, Hitler, poursuivant ses objectifs pangermanistes et se faisant alors le champion du principe des nationalités, déclare vouloir « libérer les Allemands des Sudètes » de l'« oppression tchécoslovaque ».
La France est liée par un traité d'alliance à la Tchécoslovaquie, mais n'est pas prête pour la guerre et ne souhaite pas entrer en guerre sans l'appui du Royaume-Uni.
La Tchécoslovaquie dispose d’une bonne armée et ses ouvrages de défense dans les Sudètes s’enfoncent au cœur du territoire allemand. Hitler promet la paix en échange de l’annexion des Sudètes et d'un protectorat allemand sur le reste de la République tchèque. Les gouvernements français et britannique, croyant sauver la paix, sacrifient leur allié en signant les accords de Munich le 28 septembre 1938. Ils espèrent que l'attention de Hitler va continuer de se focaliser à l'est contre l'URSS.

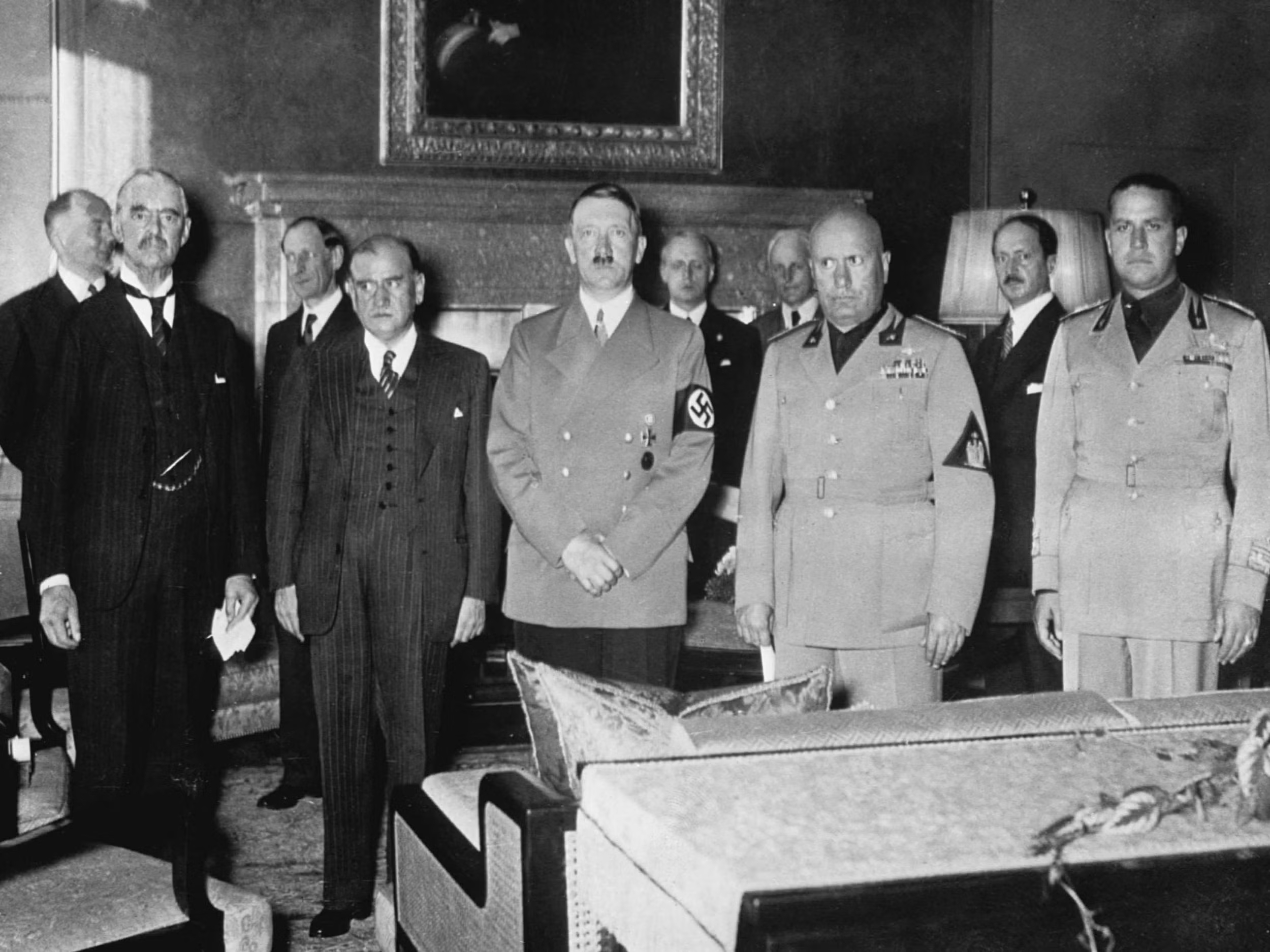
Chamberlain, Daladier, Hitler et Mussolini le 29 septembre 1938.

À son retour en France, le ministre Daladier pense être hué pour avoir cédé la Tchécoslovaquie à Hitler sans presque rien demander en échange sinon de vagues promesses de paix. Mais à sa sortie de l'avion le ramenant vers Paris, Daladier est vivement acclamé par la foule, à sa grande surprise, pour avoir « sauvé la paix ». Au Royaume-Uni, Chamberlain est aussi accueilli en héros à sa descente d'avion et brandit les accords de Munich en signe de victoire, il est surnommé le « Peacemaker ».
En attendant, l’opinion française se divise en deux : d’une part les « munichois » (les partisans de l’accord de Munich) et, d’autre part, les « anti-munichois » (les opposants au traité). Le député communiste et anti-munichois Gabriel Péri met en garde : « Jusqu'au diktat de Munich, on pouvait croire que la barrière tchécoslovaque, gardant la route des Balkans, protégerait aussi, le cas échéant, des poitrines françaises. Cette barrière a été renversée : vous avez détruit en même temps la confiance des peuples dans la France ; vous avez démontré au monde qu'il était dangereux d'être l'ami de la France... »
Au Royaume-Uni, quelques voix anti-munichoises se font également entendre : Winston Churchill aura cette phrase historique : « Vous aviez le choix entre le déshonneur et la guerre. Vous avez choisi le déshonneur, et vous aurez la guerre. » L'avenir lui donnera raison, quelques mois plus tard, Hitler lance son offensive contre la Pologne.
En France, est signée le 6 décembre 1938 la Déclaration franco-allemande (également connue comme déclaration Bonnet-Ribbentrop, accord franco-allemand ou pacte Bonnet-Ribbentrop). C'est un accord diplomatique signé par les ministres des Affaires étrangères allemand, Joachim von Ribbentrop, et français, Georges Bonnet. Garantissant le respect de la frontière entre la France et l'Allemagne, il a souvent été cité par la suite par l'Allemagne comme reconnaissant l'Europe de l'Est comme sa sphère d'influence (ce que la déclaration écrite ne stipule pas).

#### Seconde Guerre mondiale (1939-1945)

##### Défaite de la France et le régime de Vichy (1940-1942)

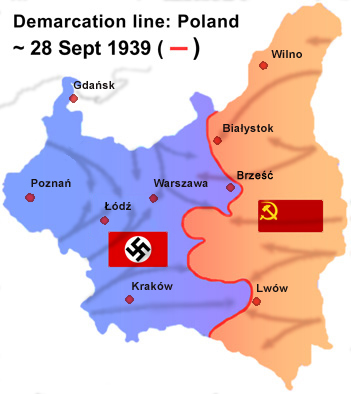
Ligne de démarcation entre les forces militaires allemandes et soviétiques après l'invasion conjointe de la Pologne en septembre 1939.

À la nouvelle de l'invasion de la Pologne en septembre 1939, les Alliés déclarent la guerre à l'Allemagne. Cette déclaration ne donne lieu qu'à une timide offensive dans la Sarre, les états-majors britannique et français sont persuadés qu'ils peuvent bloquer les Allemands comme lors de la Première Guerre mondiale, et ce malgré la démonstration de force des stratégies allemandes en Pologne.
L'Allemagne écrase de sa puissance mécanique l'armée polonaise, courageuse mais prise sur deux fronts car, à partir du 17 septembre, elle est attaquée par les Soviétiques à l'est, en application d'un protocole secret du Pacte germano-soviétique.
À la défaite polonaise, les troupes françaises quittent leurs avant-postes de la Sarre et se replient derrière la ligne Maginot ; le Royaume-Uni envoie sur le continent un Corps expéditionnaire britannique dans l'attente du prochain mouvement allemand. La bataille de France commence le 10 mai 1940 et se termine le 25 juin à la suite de la signature de l'armistice du 22 juin 1940 par le gouvernement Pétain.

La France coupée en quatre : zone libre, zone occupée, départements annexés et du Nord de la France directement sous administration militaire allemande.

Le territoire national français sera divisé en plusieurs parties :
- une zone occupée par l'Allemagne au Nord et à l'Ouest, incluant :
  - le Nord-Pas-de-Calais sous administration directe allemande depuis Bruxelles,
  - l’Alsace-Moselle annexée de facto au Reich (en violation de la convention d'armistice) ;
  - une « zone de peuplement allemand » au Nord et à l'Est de la France (le retour des réfugiés y était interdit) ;
- une zone occupée par l'Italie dans le Sud-Est ;
- une zone libre et l'Empire (article 3 de la convention d'armistice[35]).

Le gouvernement Pétain, constitué à Bordeaux le 17 juin, s'installe en juillet en zone non occupée à Vichy. Il conserve jusqu'en novembre 1942 autorité sur l'ensemble du territoire français, sur la flotte de guerre basée à Toulon et sur la majeure partie de l'empire colonial. Hitler a pour politique de déléguer la gestion des pays occupés à des gouvernements locaux pour faciliter l'exploitation de leurs ressources. Prétendant soulager le peuple français des exigences de l'occupant allemand en collaborant avec ce dernier, le régime de Vichy va mener des actions indéfendables sur le plan moral, comme au sujet de la question juive. Cédant à l'antisémitisme de certains milieux politiques, le gouvernement de Pétain va dès 1940 organiser l'exclusion des Juifs de la société. S'il reste idéologiquement étranger à la solution finale, il va néanmoins accepter de livrer les étrangers juifs puis des français juifs à l'occupant.
À la suite du débarquement allié en Afrique du Nord, les Allemands et les Italiens envahissent la zone dite libre le 11 novembre 1942. La flotte française se saborde et l'empire colonial rejoint les alliés. Définitivement déchu de toute souveraineté effective, le régime de Vichy n'est dès lors plus qu'une administration étroitement dépendante de l'occupant.

##### Essor de la France libre et la chute du Troisième Reich (1942-1945)
Dès le 18 juin 1940, le général De Gaulle réfugié à Londres appelle à poursuivre le combat. Le ralliement de l'Afrique-Équatoriale française donne une première assise territoriale à la France libre. Celle-ci participe aux combats de l'armée britannique (Bir Hakeim) avec ses modestes moyens. Quand les alliés décident l'opération Torch qui vise à libérer l'Afrique française du Nord, ils cherchent une personnalité plus représentative que De Gaulle, d'abord l'amiral Darlan, vite assassiné, puis le général Giraud. Néanmoins De Gaulle va parvenir à s'imposer. La mobilisation militaire en Afrique de Nord s'avère laborieuse mais l'excellente tenue des 80 000 Français d'Afrique du Nord en Tunisie puis de 120 000 d'entre eux en Italie permet au Gouvernement provisoire de la République française d'être reconnu. Celui-ci s'appuie en France même sur un vaste réseau de résistance. L'armée allemande est amenée à engager des opérations d'envergure pour réduire les maquis où se sont notamment réfugiés les réfractaires au Service du travail obligatoire en Allemagne : batailles du Vercors et du Mont Mouchet.

Drapeau de la France libre.

La Corse est le premier département de la France métropolitaine libéré à la date du 4 octobre 1943. Surnommé USS Corsica, elle devient très vite un point stratégique de la Mer Méditerranée où convergent les forces alliées.
Le 6 juin 1944, les troupes alliées lancent une offensive amphibie sur les côtes de Normandie (Operation Overlord).
Le 15 août 1944, le débarquement de Provence est lancé, avec pour objectif de libérer Toulon et Marseille puis de remonter le Rhône jusqu'à effectuer la jonction avec les forces de l'opération Overlord débarquées en Normandie.
Afin d'éviter d'être prise en tenaille, l'armée allemande évacue le territoire.
À la suite de la capitulation sans conditions du Troisième Reich, l'Allemagne cède ses territoires à l’est de l’Oder et de la Neisse à la Pologne ou à l'URSS, entrainant l'expulsion des populations allemandes de ces régions. Son territoire est partagé en quatre zones occupées par les puissances alliées : URSS, États-Unis, Royaume-Uni et France.

## Réconciliation franco-allemande
« Originaire de Rhénanie-du-nord-Westphalie, l'Abbé Stock est considéré comme un pionnier de l’amitié franco allemande ». Indépendamment des États, Franz Stock, qui œuvra toute sa vie pour les relations franco-allemandes, meurt en 1948.

### Débuts de la République fédérale d'Allemagne (RFA)

Le drapeau du territoire autonome de la Sarre.

L'Allemagne est désarmée et son territoire est partagé entre les quatre principales puissances ayant défait le nazisme : les États-Unis, le Royaume-Uni, la France et l'Union soviétique.
Les autorités françaises gèrent la zone d'occupation française en Allemagne, mettent sur pied les forces françaises en Allemagne.
En 1947, le territoire allemand de la Sarre devient un territoire autonome sous le contrôle de la France.

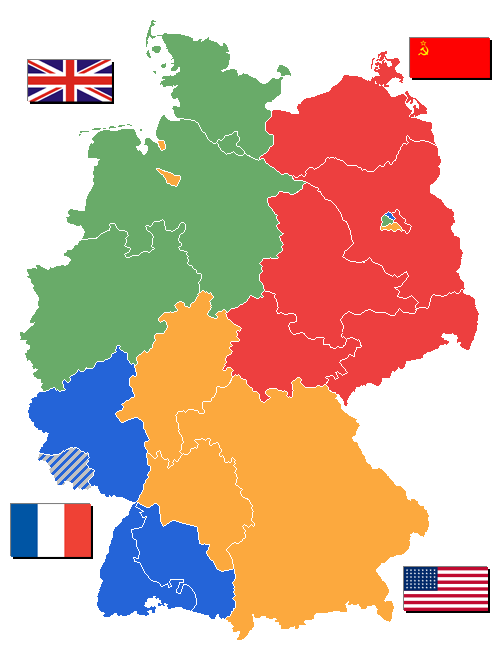
Les zones d'occupation françaises (bleu) britanniques (vert), américaines (orange) et soviétiques (rouge).

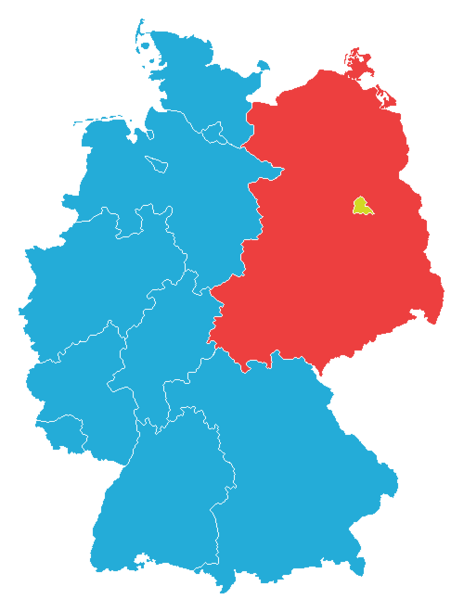
L'Allemagne de l'Ouest (bleu) formée à partir de la Trizone et l'Allemagne de l'Est formée à partir de la zone d'occupation soviétique en Allemagne de 1957 à 1990. La zone de Berlin-Ouest figure en vert clair.

L'Allemagne politique renaît en 1949, mais dans le contexte de la guerre froide qui fait suite à la Seconde Guerre mondiale sous la forme de deux États distincts, la République fédérale d'Allemagne (RFA) dans les zones d'occupation américaine, française et britannique, et la République démocratique allemande (RDA) dans la zone d'occupation soviétique. Alors que cette dernière entre dans la sphère d'influence de l'URSS, la RFA sous la houlette de ses protecteurs occidentaux cherche à retrouver une place en Europe de l'Ouest. Les pays alliés abandonnent les dettes encore dues par l'Allemagne et n'imposent pas de réparations de guerre.
La loi constitutionnelle du 23 mai 1949 crée la République fédérale d'Allemagne à partir de la Trizone (zones d'occupation américaine, britannique et française). Les premières élections législatives ont lieu le 3 décembre 1949.
En 1955, le territoire de la Sarre vote par référendum son rattachement à l'Allemagne de l'Ouest, rattachement qui est entériné le 1er janvier 1957. Ces accords mettent fin à un vieux contentieux franco-allemand.
Devenu un membre principal de l'OTAN après son adhésion en 1955, cet État et la RDA (membre, de son côté, du pacte de Varsovie) deviennent l'un des points de cristallisation de la guerre froide.
La période de forte croissance appelée miracle économique (Wirtschaftswunder) fait de l'Allemagne de l'Ouest la troisième économie mondiale. C'est en partie pour éviter d'être surclassée que la France accepte l'intégration dans la construction européenne.

### Communauté européenne
Les autorités françaises cherchent à pacifier les relations franco-allemande et à empêcher l'Allemagne de mener, à l'avenir, une nouvelle guerre contre la France. C'est pourquoi plusieurs personnalités françaises vont proposer de remplacer les relations conflictuelles par des rapports d'interdépendance, notamment à travers le projet avorté de la CED ou à travers la CECA qui deviendra la base historique de la construction européenne.

#### Échec de la Communauté européenne de défense (CED)
Dans les années 1950, la guerre froide et particulièrement la guerre de Corée font prendre conscience aux européens de leur vulnérabilité face au géant soviétique. Le Français Jean Monnet suggère d'organiser une armée européenne qui comprendrait des contingents allemands, et ce moins de six ans après la fin de la Seconde Guerre mondiale en Europe. Le réarmement de l'Allemagne provoque une vague de crainte en Europe mais aussi en Allemagne de l'Ouest où des manifestations contre le réarmement ont lieu à Munich.
Toutefois, la menace est telle que la création d'une Communauté européenne de défense (CED) est approuvée par toutes les parties. La non-ratification du traité par l'Assemblée nationale française met fin à ce projet mort-né.

#### De la CECA en 1951 à la CEE en 1957

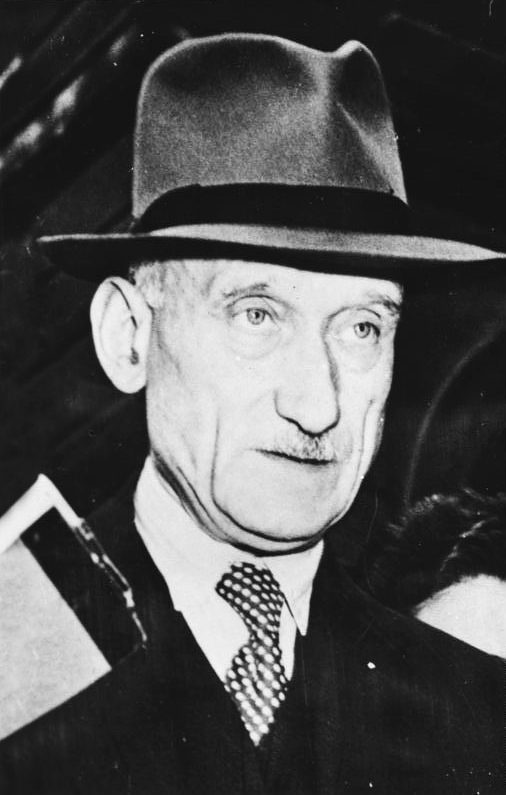
Robert Schuman en 1949.

Après la création de la RFA, le ministre français des Affaires étrangères, Robert Schuman, propose, le 9 mai 1950, la création d'une haute autorité supranationale pour administrer en commun la production de charbon et d'acier des deux pays. Il espère que la solidarité économique ainsi établie rendra tout conflit impossible entre les deux nations. En 1951, naît la Communauté européenne du charbon et de l'acier, première étape de la construction européenne. En 1954, un premier accord culturel entre les deux pays est signé. La communauté économique européenne (CEE), comprenant six membres fondateurs dont la France et la RFA, et la Communauté européenne de l'énergie atomique (EURATOM) sont fondées en 1957.

#### Réunification allemande et union monétaire
La réunification est de nature à changer les équilibres dans le couple franco-allemand. En effet, le développement de relations franco-allemandes comme moteur de l’intégration européenne faisait de la RFA un glacis stratégique durant la guerre froide. De plus la RFA n'ayant pas la plénitude de ses pouvoirs souverains, se trouvait dans une position diminuée par rapport à la France détentrice de l'arme nucléaire et membre permanent du conseil de sécurité des Nations unies.
Même si l’armée allemande est plafonnée à 370 000 hommes, la puissance économique de l'Allemagne et son poids démographique, 81 millions d'habitants, rééquilibrent le couple franco-allemand au profit de cette dernière. Dans une nouvelle perspective géopolitique du continent européen, l’Allemagne retrouve une position centrale, la France étant reléguée sur les flancs occidentaux de l'Union européenne.
Dans les faits, si l'Allemagne va établir de très bonnes relations avec la Russie, favorisées par la germanophilie de Vladimir Poutine, les relations avec les pays de l'est vont être plus compliquées du fait des souvenirs de la deuxième guerre mondiale.
D'un autre côté les relations de l'Allemagne avec les États-Unis se distandent, évolution qui atteint son point culminant lors de la solidarité affichée par l'Allemagne avec la France lorsque celle-ci s'oppose à l'intervention américaine en Irak (2002).
Par ailleurs, l'Allemagne reste profondément pacifiste, ce qui l'amène à se désolidarider de ses alliés français et anglais lors de l'intervention armée en Libye (2011).
France et Allemagne continuent de coopérer pour approfondir la construction européenne. La signature du traité de Maastricht du 7 février 1992 en est une étape importante. La France insiste pour que l'UEM se fasse et accepte que la RFA décide des critères notamment le pacte de stabilité et de croissance. Le 25 mai 1992, Mitterrand et Kohl annoncent la création d'un Corps militaire européen ou Eurocorps ayant son état-major à Strasbourg.Il est prévu que ce Corps européen puisse manœuvrer avec l’OTAN. Cette année-là, La chaîne de télévision franco-allemande Arte diffuse des premières émissions. En 1993 les ministres des Affaires étrangères Alain Juppé et Klaus Kinkel décident de la mise en place d’un groupe de travail franco-allemand permanent pour renforcer la coopération politique et diplomatique. Les réunions communes commencent en 1995.

### Couple franco-allemand: seulement un mariage de raison?
Pour un article plus général, voir Politique étrangère de la France depuis 1945.

#### Traité de l'Élyséeet suites (1963-1974)

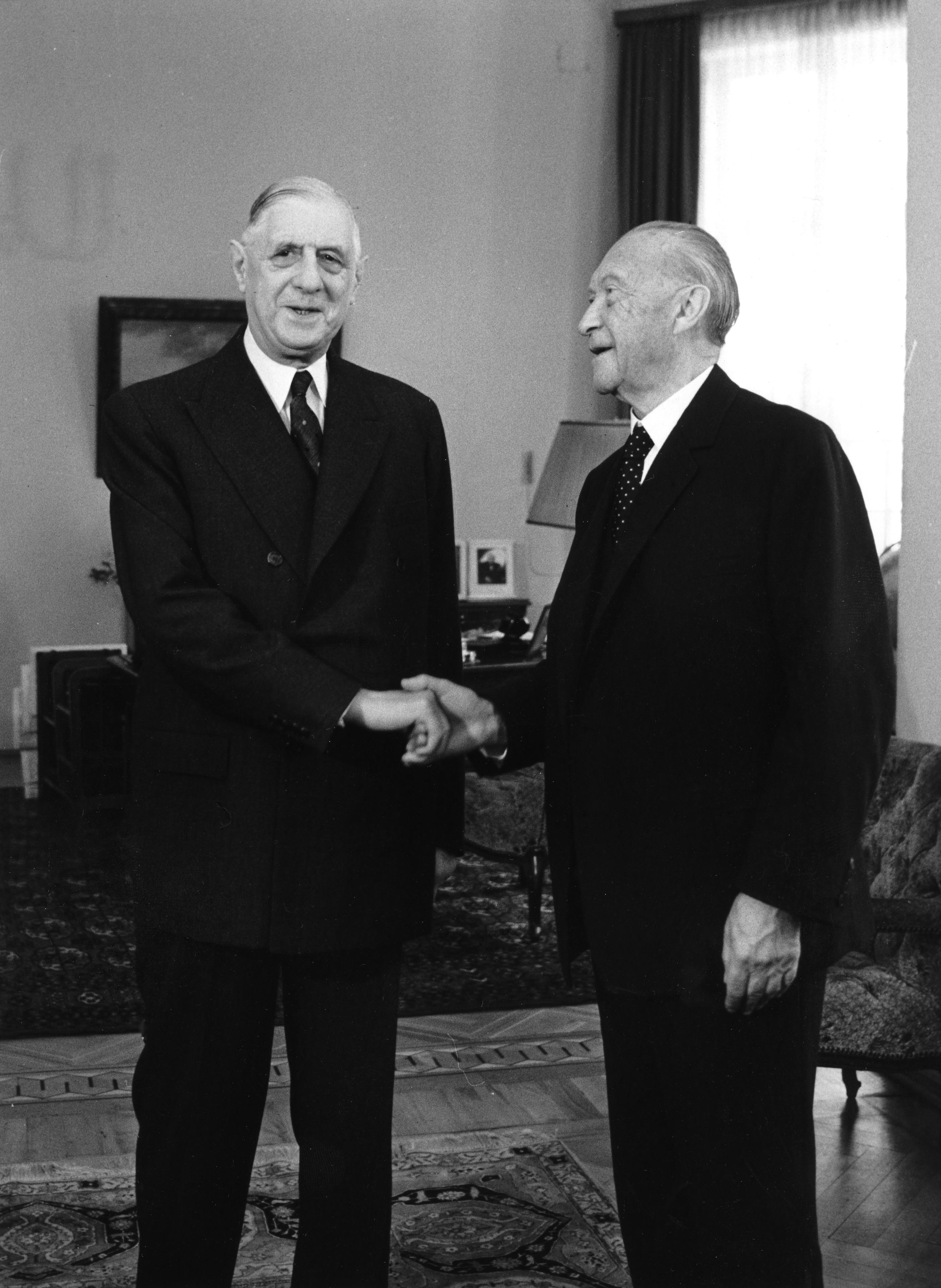
Charles de Gaulle et Konrad Adenauer en 1963.

Le rapprochement franco-allemand est surtout le fait de deux hommes : Konrad Adenauer et Charles de Gaulle. Le chancelier allemand s'en était entretenu avec Pierre Mendès France dès 1954. Mais il faut attendre le début des années 1960 pour que les conditions géostratégiques rendent le rapprochement possible. Alors qu'Adenauer a pour objectif la réconciliation, l'établissement d'une amitié franco-allemande et la consolidation de cette relation, De Gaulle vise avant tout l’émancipation de l’Europe par rapport aux États-Unis. Lors d'un voyage officiel en République fédérale allemande en 1962, le président français reçoit un accueil triomphal en évoquant le « grand peuple allemand ».
La réconciliation se concrétise par la signature du traité de l'Élysée du 22 janvier 1963 qui donne naissance au couple franco-allemand et institue des sommets bilatéraux deux fois par an.

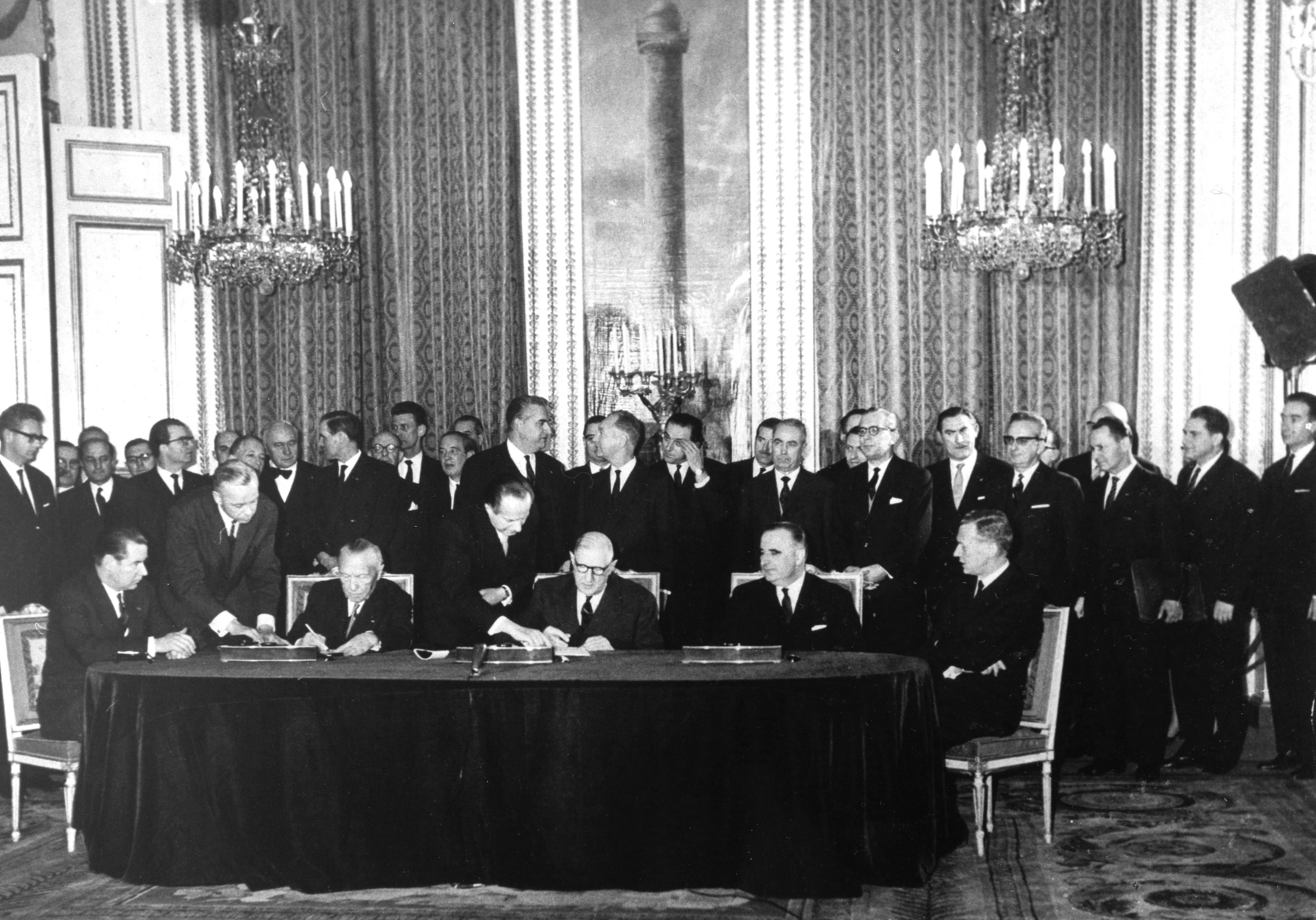
Signature du traité de l'Élysée.

Mais cet accord bilatéral est vivement critiqué par les États-Unis et le Royaume-Uni mais aussi par des ministres de la défense et des affaires étrangères allemands. Adenauer doit accepter l’ajout d’un préambule affirmant l’attachement allemand à la coopération transatlantique qui vide en grande partie le traité de son sens. La démission d’Adenauer en octobre et son remplacement par Ludwig Erhard, peu francophile limitent encore plus la coopération franco-allemande naissante. Les États-Unis deviennent alors l’interlocuteur unique de la RFA sur le plan militaire et diplomatique. Bonn, qui a besoin du protecteur américain en ces temps de guerre froide, s’aligne sur la politique nucléaire et européenne de Washington. La coopération militaire franco-allemande se limite à des échanges de personnel, la pratique de la concertation et la coopération en matière d’armement.

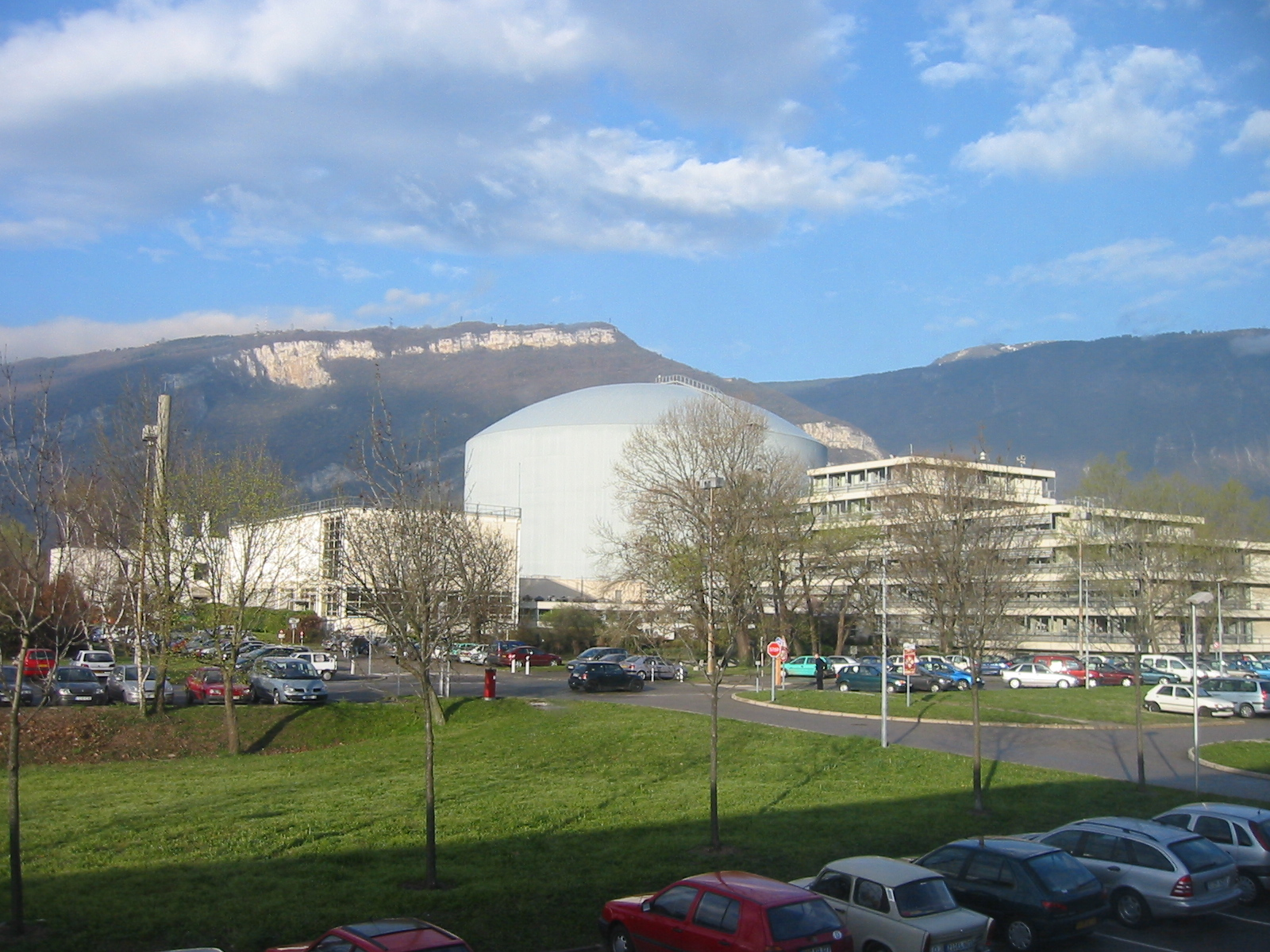
L'institut Laue-Langevin.

L'attitude française d'indépendance face aux États-Unis provoque une véritable crise entre les deux pays. La sortie de la France du commandement militaire intégré de l'OTAN en 1966 empêche toute coopération militaire efficace. Bonn est exaspéré par les prétentions françaises d'indépendance et de grandeur. Paris est agacé par une Allemagne atlantiste et qui manifeste son autonomie avec l'Ostpolitik. Cependant, durant l'année 1966, un premier grand projet se décide entre les deux nations grâce aux scientifiques de chacun des pays, notamment le français Louis Néel et l'allemand Heinz Maier-Leibnitz. Le 19 janvier 1967, une convention intergouvernementale de coopération scientifique est signée entre la France et l'Allemagne afin de construire l'institut Laue-Langevin. Opérationnel le 31 août 1971 sur le polygone scientifique de Grenoble, ce réacteur nucléaire devient la plus importante source de neutrons dans le monde. En 1967, le veto français à l'entrée du Royaume-Uni dans la Communauté européenne indispose l'Allemagne[pourquoi ?]. Quand Charles de Gaulle quitte le pouvoir en 1969, les relations franco-allemandes sont au plus bas.
La coopération économique entre les deux pays est relancée en 1969 par la décision de produire en commun l’Airbus et de lancer le premier programme européen de satellites de télécommunications Symphonie
En 1972 la signature à Paris de la convention concernant l’établissement de lycées franco-allemands et la création du baccalauréat franco-allemand.

#### Période de concorde (1974-1989)
Il faut attendre 1975 pour que se forme le premier véritable « couple franco-allemand » avec Valéry Giscard d'Estaing et Helmut Schmidt. Les deux hommes, arrivés au pouvoir en 1974, décident de faire de la relation franco-allemande le moteur de la construction européenne. Ils multiplient donc les accords et les initiatives pour harmoniser les politiques économiques et favoriser les échanges éducatifs.

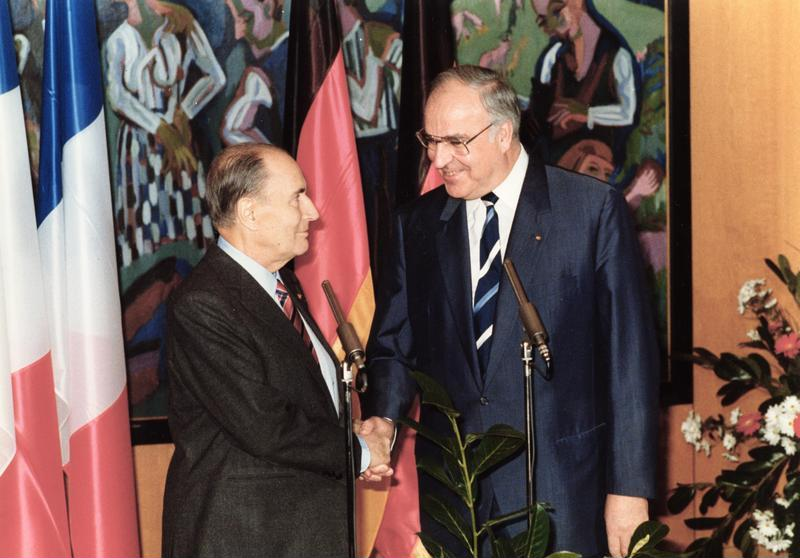
François Mitterrand et Helmut Kohl.

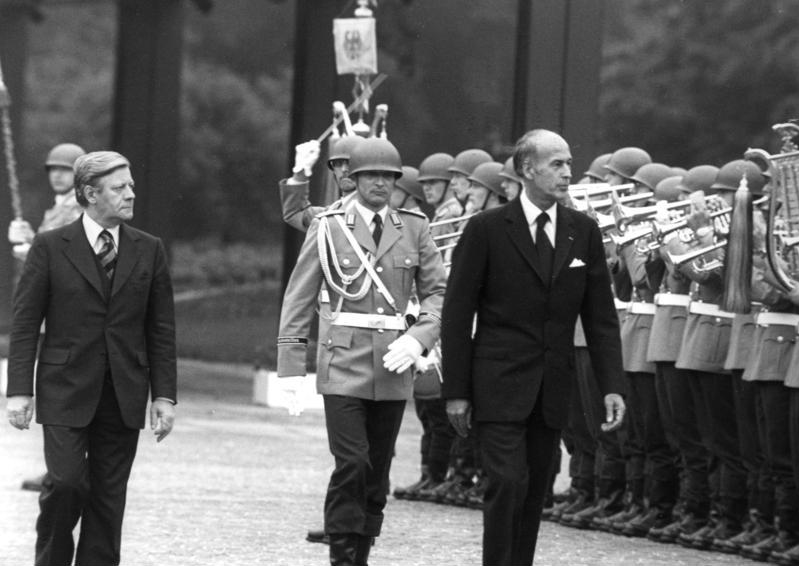
Helmut Schmidt et Valéry Giscard d'Estaing.

Cette fructueuse collaboration se poursuit avec le second « couple franco-allemand », François Mitterrand et Helmut Kohl. La France soutient le déploiement en RFA de missiles Pershing pour répondre à la menace des nouveaux missiles soviétiques SS-20. Les bonnes relations entre les deux pays permettent à Jacques Delors d'être nommé à la tête de la Commission européenne en 1984. Cette même année, les deux hommes commémorent ensemble, à Verdun, le souvenir des soldats français et allemands tombés durant la Première Guerre mondiale. L'image des deux chefs d'État main dans la main a fait le tour du monde et est devenu le symbole de la réconciliation franco-allemande. Dans le domaine militaire, la création en 1985 d'un Conseil franco-allemand de défense et de sécurité et de la Brigade franco-allemande a surtout valeur de symbole.

#### Chute du mur de Berlin: une épreuve dans les relations bilatérales (1989-2001)
Pendant ce temps, le régime socialiste de la RDA se délite totalement. Le 9 novembre 1989, les Berlinois ouvrent le mur permettant aux habitants de la RDA de passer de nouveau librement à l'Ouest. Le régime s'effondre. La diplomatie allemande prépare la réunification. C'est à ce moment que la diplomatie française fait une erreur de jugement importante. Les diplomates et responsables politiques français pensent que l'URSS ne laissera pas la RDA s'unir à la RFA. François Mitterrand effectue même une visite officielle en RDA, du 20 au 22 décembre 1989. Au cours d'un dîner officiel, il déclare même : « République démocratique allemande et France, nous avons encore beaucoup à faire ensemble ». Les dirigeants ouest-allemands sont surpris et déçus de l'attitude de la France. Ils comprennent que malgré la réconciliation et l'amitié entre les deux peuples, ils ne peuvent vraiment compter que sur l'allié américain. Cela a beaucoup joué dans la détérioration des relations franco-allemandes. Aujourd'hui le voyage de François Mitterrand est présenté par la diplomatie française comme une attitude de prudence vis-à-vis de l'URSS. Des élections libres de RDA favorables à une unification rapide et l'intense travail diplomatique d'Helmut Kohl précipitent la réunification. Le 12 septembre 1990 est signé le traité de Moscou avec les anciennes puissances occupantes. L'Allemagne devient un État comme les autres avec une pleine souveraineté. Une fois la crise passée, Mitterrand et Kohl travaillent en concertation étroite jusqu’au départ de l’Élysée du président socialiste en mai 1995.

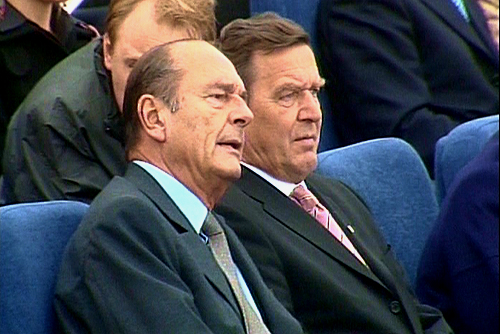
Jacques Chirac et le chancelier allemand Gerhard Schröder le 31 mai 2003.

En 1996, le président de la République Jacques Chirac assure l’Allemagne du soutien français pour devenir membre permanent du Conseil de sécurité des Nations unies.
Cependant, les intérêts franco-allemands divergent dans la construction européenne. Les traités d’Amsterdam de 1997 et de Nice de 2001 sont deux textes conçus pour préparer le futur élargissement de l’Union européenne aux PECO et aux États européens du sud. Dans la période de négociation et de discussion, la concertation entre Paris et Berlin ne fonctionne plus. Les intérêts nationaux des deux partenaires ne coïncident plus. L'Allemagne est soucieuse d'élargir son champ d'influence à l'Est alors que la France cherche à limiter l'influence allemande dans le jeu européen. Finalement c'est l'Allemagne qui impose à son partenaire français que l'Union européenne s'élargisse sans attendre. La France se trouve dans une position intenable. Elle cherche à contenir le leadership allemand mais elle a besoin de son potentiel de puissance pour valoriser le sien. Ceci explique son suivisme.
Les exemples de ratés du couple franco-allemands se multiplient. Ainsi, en ce qui concerne la Politique étrangère et de sécurité commune ou PESC dans le cadre la politique de sécurité et de défense commune (PESD), c'est un accord franco-britannique signée à Saint-Malo en 1998 qui sert de déclencheur à la mise en œuvre.

#### Relance du couple franco-allemand

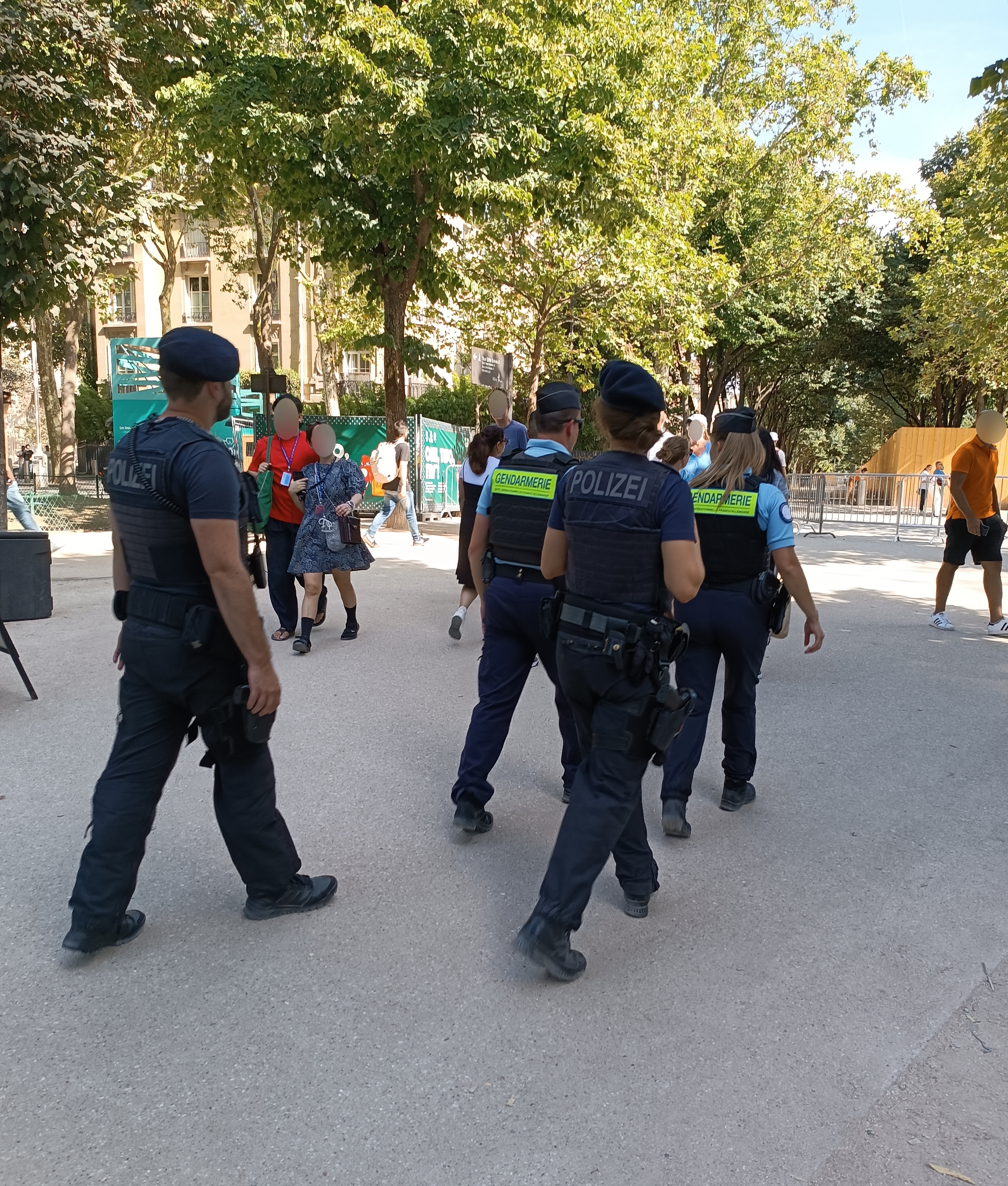
Gendarmes et policiers allemands, de l'Unité Opérationnelle Franco-Allemande

Les deux pays lancent à partir du 31 janvier 2001 à Blaesheim le processus de Blaesheim. Il s'agit de rencontres qui ont lieu environ tous les deux mois et qui complètent les deux sommets franco-allemands. Y sont présents le président de la République et le Premier ministre français, le Chancelier allemand et les deux ministres des Affaires étrangères. Entre ces réunions prennent place, à un rythme plus soutenu, des rencontres entre les deux ministres des Affaires étrangères. Selon les sujets débattus, d'autres ministres peuvent y participer. L’objectif de ces rencontres est de prévoir et, si possible, de régler à l’avance les divergences entre Paris et Berlin afin de présenter un front commun avant les grands rendez-vous européens. Ainsi, lors du Conseil européen de Stockholm des 23 et 24 mars 2001, Paris et Berlin ont défendu le principe d’une libéralisation maîtrisée des marchés dans certains secteurs comme l’énergie ou les postes.
En 2003, la célébration du 40e anniversaire de la signature du traité de l'Élysée est l'occasion de la signature d'un nouveau « Pacte fondateur » et de la décision de célébrer la journée franco-allemande tous les 22 janvier.

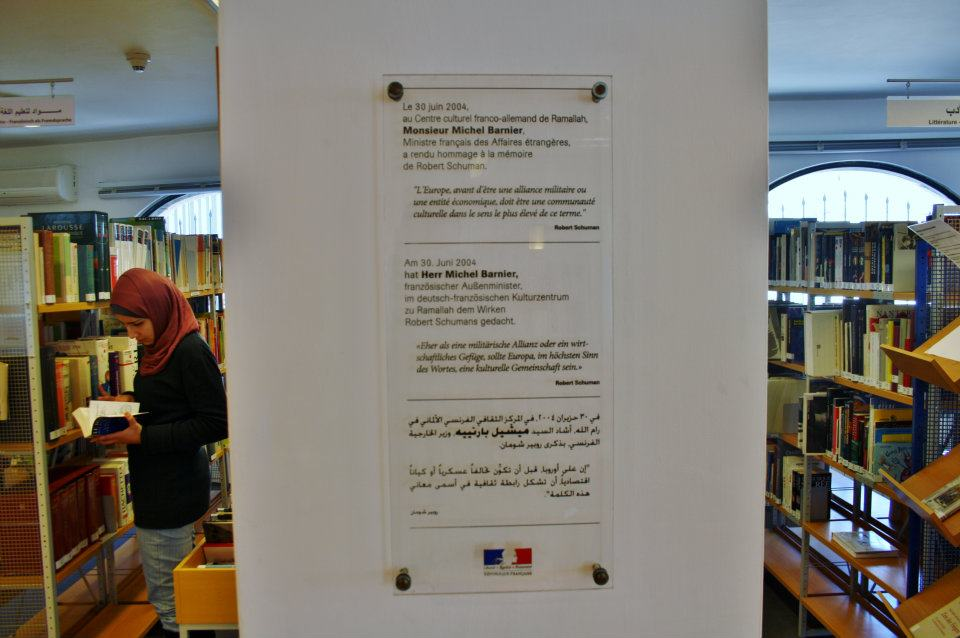
La médiathèque Robert-Schuman du centre culturel franco-allemand de Ramallah, inaugurée en 2004.

En 2004, une « maison commune » de l'Institut français et de l'Institut Goethe ouvre à Ramallah. La réussite de ce centre culturel franco-allemand a inspiré la France et l'Allemagne à ouvrir d'autres centres culturels communs à l'étranger.
La coopération culturelle et éducative s'approfondit encore avec la signature d'un accord sur l'équivalence des diplômes professionnels entre les deux pays, des mesures pour l'encouragement de l'apprentissage de la langue du pays partenaire et l'édition pour la rentrée 2006 d'un manuel d'histoire commun pour les classes du lycée, présentant le même contenu dans les deux pays. Mais la non ratification par la France du traité établissant une constitution pour l'Europe en 2005 crée une nouvelle asymétrie entre la France et l'Allemagne qui comme 17 autres États de l'UE l'a ratifié.

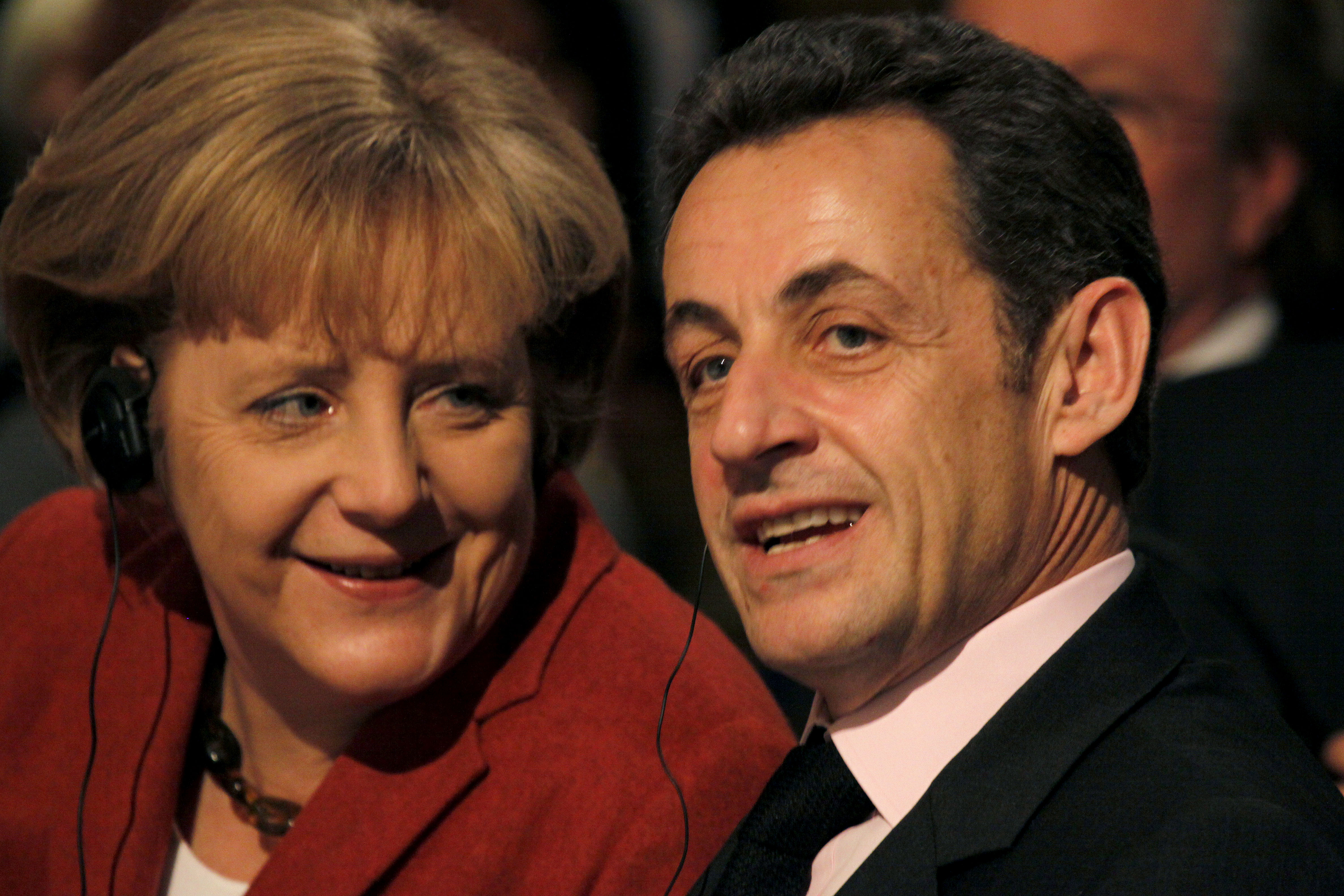
Angela Merkel et Nicolas Sarkozy à la 45e Conférence de Munich sur la sécurité en 2009.

Les deux pays restent très attachés à montrer la force des liens qu'ils ont tissés depuis la Seconde Guerre mondiale. Ainsi la disparition du dernier poilu français permet à Nicolas Sarkozy d'inviter Angela Merkel aux cérémonies du 11 novembre 2009, et de qualifier de « trésor » l'amitié franco-allemande. L'avant-veille, c'est le président français qui s'est rendu à Berlin pour fêter les 20 ans de la chute du Mur.
En 2010-2011, durant la crise de la dette dans la zone euro, les deux dirigeants multiplient leurs rencontres et conférences de presse communes, malgré quelques divergences, s'imposant comme un tandem en première ligne pour faire face à la crise et réactivant le moteur franco-allemand au sein de l'Union européenne comme les guides de l'avenir de cette dernière. Nicolas Sarkozy et Angela Merkel furent notamment les leaders du sommet de l'UE du 8 décembre 2011, imposant l'idée d'un traité pour les 17 pays de la zone euro.